# Art afro-américain

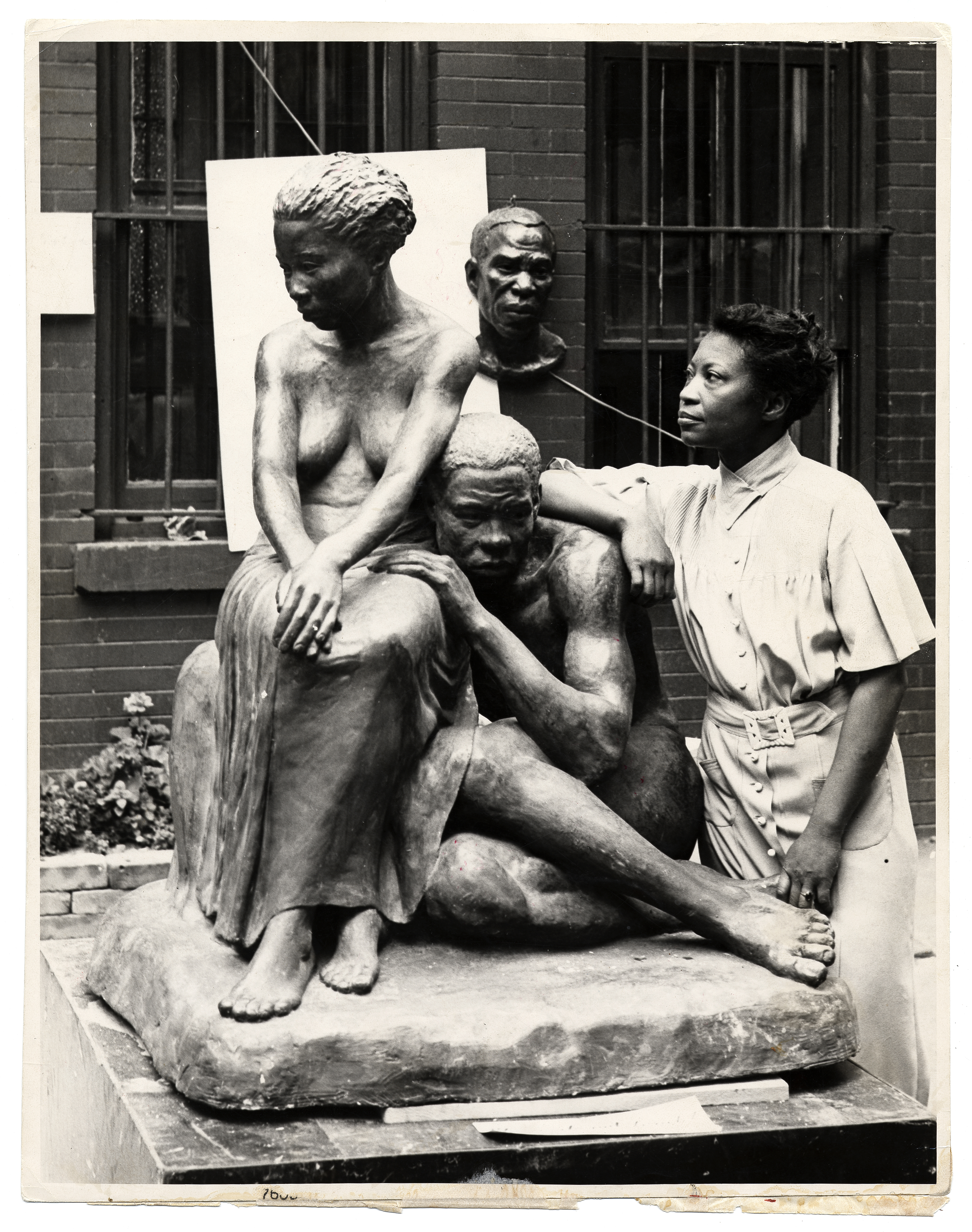
La sculptrice Augusta Savage avec son œuvre Realization, vers 1938 (Archives of American Art).

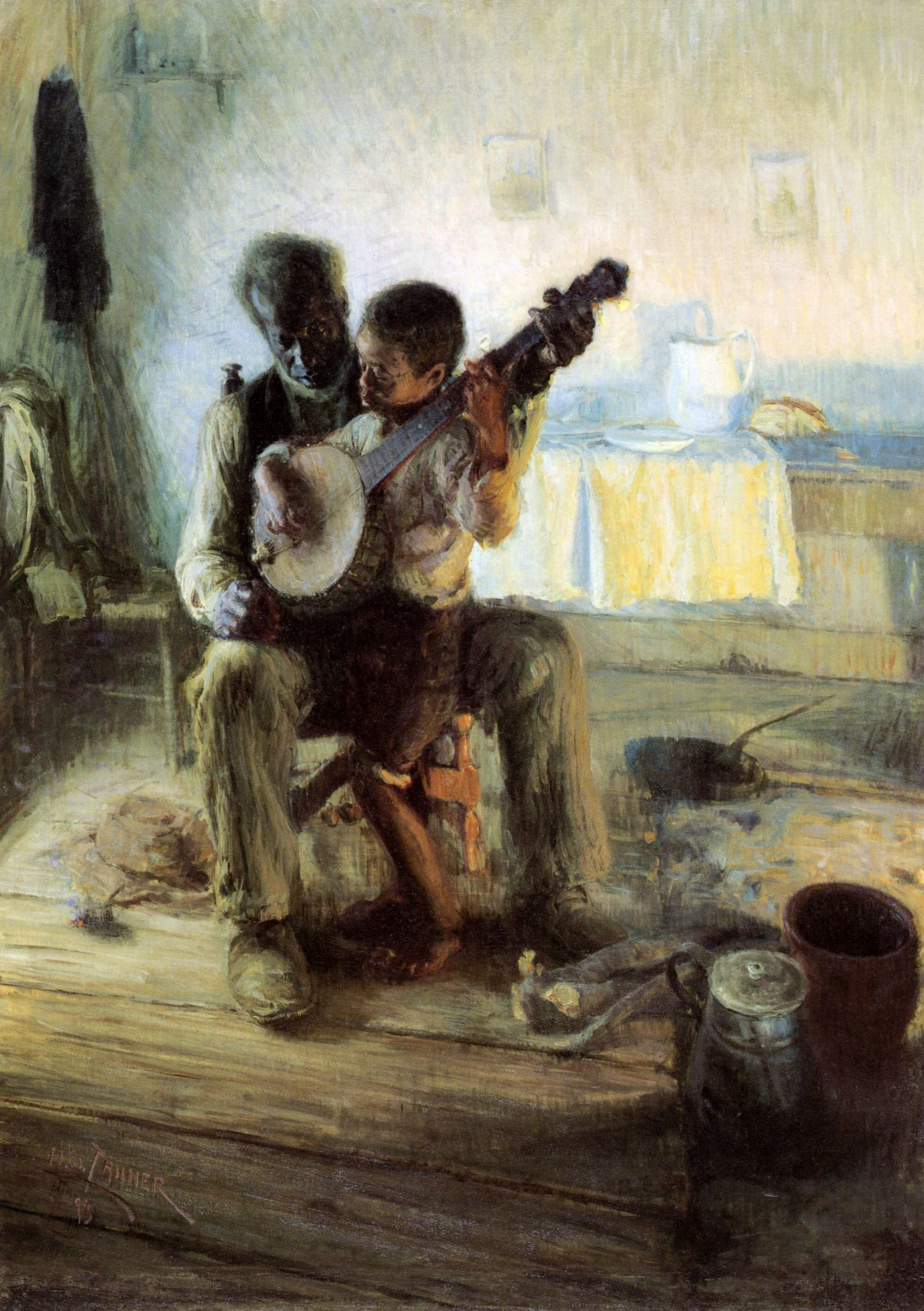
The Banjo Lesson, peinture de Henry Ossawa Tanner (1894, musée d'art de l'université de Hampton).

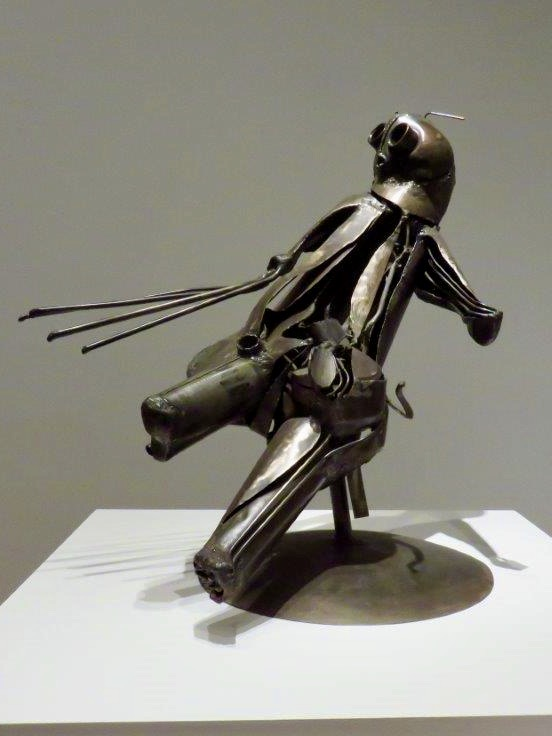
Arachne, sculpture de Richard Hunt (1956, MoMA).

L'art afro-américain se réfère aux arts visuels créés par des Afro-Américains, c'est-à-dire des Américains qui s'identifient comme Noirs. Ces artistes ont développé un éventail d'œuvres variées pendant plus de deux siècles. Certains se sont inspirés des traditions culturelles africaines et d'autres régions du monde, tandis que d'autres ont puisé dans les formes d'art plastique traditionnelles afro-américaines telles que la vannerie, la poterie, le matelassage, la sculpture sur bois et la peinture. Certains de ces styles sont souvent classés dans les catégories de « l'artisanat » ou de « l'art populaire,.
Les artistes afro-américains ont également été influencés par les traditions artistiques européennes, ainsi que par leurs expériences personnelles de la vie, du travail et des études dans ce pays,,. Comme leurs collègues occidentaux, beaucoup travaillent dans les styles réaliste, moderniste et conceptuel, et toutes les variations intermédiaires, y compris le mouvement expressionniste abstrait américain, — une approche de l'art que l'on retrouve dans les œuvres d'Howardena Pindell, McArthur Binion et Norman Lewis, entre autres.
Comme leurs pairs, les artistes afro-américains travaillent également dans un éventail de médias, parmi lesquels la peinture, la gravure, le collage, l'assemblage, le dessin, la sculpture. Leurs thèmes sont tout aussi variés, bien que beaucoup d'entre eux abordent également, ou sentent qu'ils doivent aborder, les questions de la négritude américaine.

## Art afro-américain primitif

### Époques précoloniales,antebellumet guerre civile
Les premières traces d'art afro-américain aux États-Unis sont les œuvres d'artisans qualifiés, esclaves de la Nouvelle-Angleterre. Deux catégories d'objets d'artisanat d'esclaves subsistent dans l'Amérique coloniale : les articles créés pour l'usage personnel des esclaves et les articles créés pour l'usage public. Parmi les exemples datant du XVIIe au début du XIXe siècle, on trouve : des petits tambours, des édredons, des figurines en fer forgé, des paniers, des récipients en céramique et des pierres tombales,.
Bon nombre des artisans esclaves les plus qualifiés d'Afrique sont loués par les propriétaires d'esclaves. Avec le consentement de leurs maîtres, certains artisans esclaves peuvent également conserver un petit pourcentage du salaire gagné pendant leur temps libre afin d'économiser suffisamment d'argent pour acheter leur liberté et celle des membres de leur famille.
Les œuvres d'art publiques produites par les artisans esclaves constituent une contribution importante à l'économie coloniale. En Nouvelle-Angleterre et dans les colonies du centre du littoral atlantique, les esclaves étaient apprentis orfèvres, ébénistes, graveurs, sculpteurs, portraitistes, charpentiers, maçons et ferronniers. La construction et la décoration de la maison Jansen (en), bâtie sur le fleuve Hudson en 1712, sont l'œuvre d'Afro-Américains. Un grand nombre des plus anciens bâtiments de Louisiane, de Caroline du Sud et de Géorgie ont été construits par des artisans esclaves.
Au milieu du XVIIIe siècle, John Bush (en) était un sculpteur de corne à poudre et un soldat de la milice du Massachusetts qui combattait les Britanniques lors de la guerre de la Conquête,. Patrick H. Reason, Joshua Johnson et Scipio Moorhead (en) figurent parmi les premiers portraitistes connus, de la période 1773-1887. Le parrainage de certaines familles blanches permettait de dispenser des cours particuliers dans des cas particuliers. Nombre de ces Blancs mécènes étaient des abolitionnistes. Les artistes recevaient davantage d'encouragements et étaient mieux à même de subvenir à leurs besoins dans les villes, qui étaient plus nombreuses dans le Nord et les États frontaliers.
Harriet Powers (en) (1837-1910) était une artiste folklorique afro-américaine et une fabricante de courtepointes originaire de la Géorgie rurale, aux États-Unis, née en esclavage. Désormais reconnue au niveau national pour ses courtepointes, elle utilisait des techniques d'application traditionnelles pour y inscrire des légendes locales, des récits bibliques et des événements astronomiques. Seuls deux de ses derniers courtepointes ont survécu : Bible Quilt 1886 et Bible Quilt 1898. Ses courtepointes sont considérés comme l'un des plus beaux exemples de courtepointe sudiste du XIXe siècle,.
Comme Powers, les femmes de Gee's Bend (en) ont développé un style de courtepointe distinctif, audacieux et sophistiqué, basé sur les courtepointes traditionnels américains (et afro-américains), mais avec une simplicité géométrique. Bien que séparés par la géographie, ces courtepointes ont des qualités qui rappellent les courtepointes amish et l'art moderne. Les femmes de Gee's Bend ont transmis leur savoir-faire et leur esthétique à travers au moins six générations jusqu'à aujourd'hui. À une époque, les spécialistes pensaient que les esclaves utilisaient parfois des blocs de contrepointe pour avertir les autres esclaves de leurs plans d'évasion à l'époque du chemin de fer clandestin, mais la plupart des historiens ne sont pas de cet avis. Le contrepoint reste une forme d'expression artistique vivante dans la communauté afro-américaine.

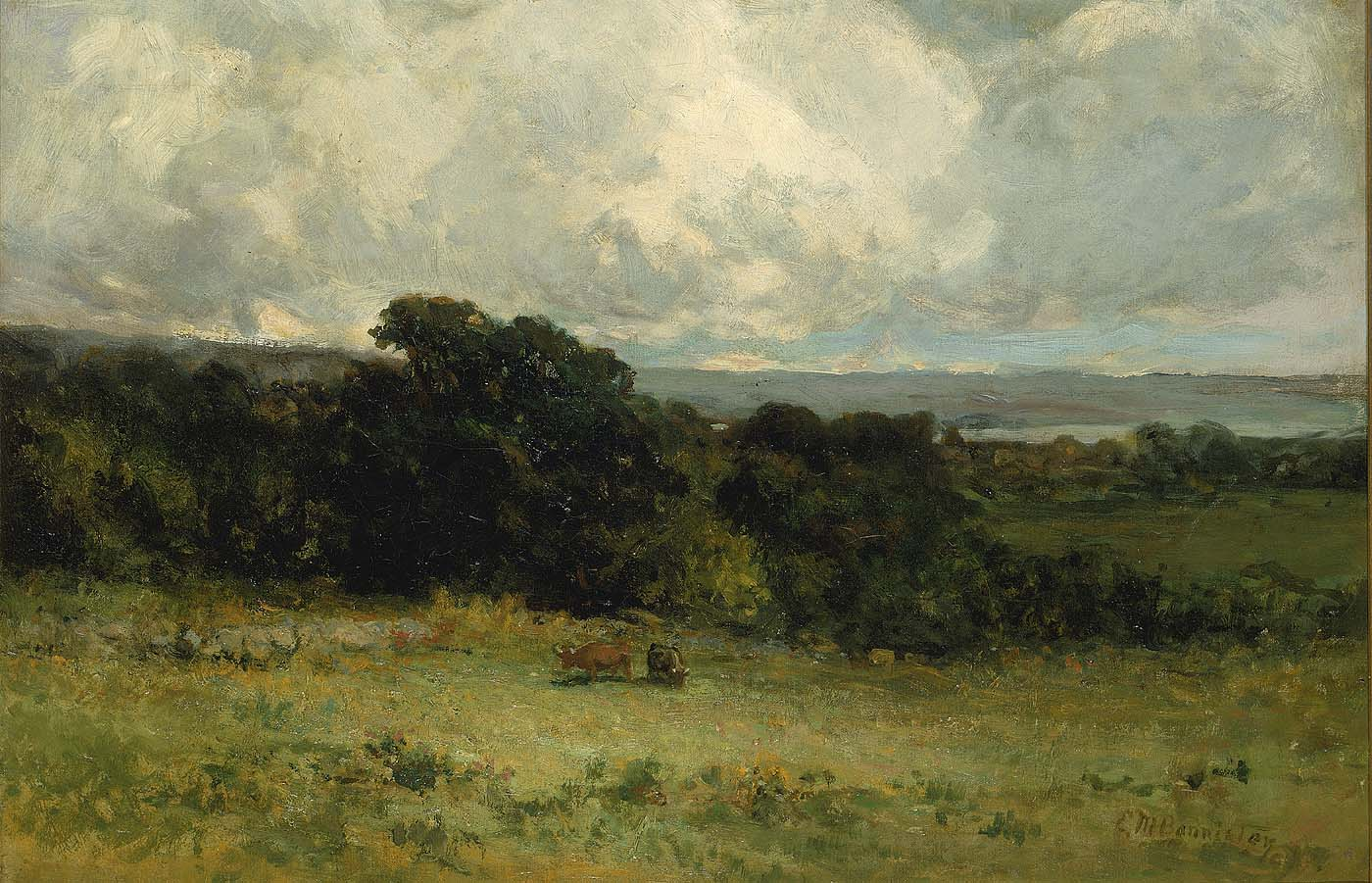
Edward Mitchell Bannister, Pleasant Pastures, 1887.
Grafton Tyler Brown (en), Old Faithful Geyser, Yellowstone National Park, 1887.
Edmonia Lewis, Old Arrow Maker, 1872.
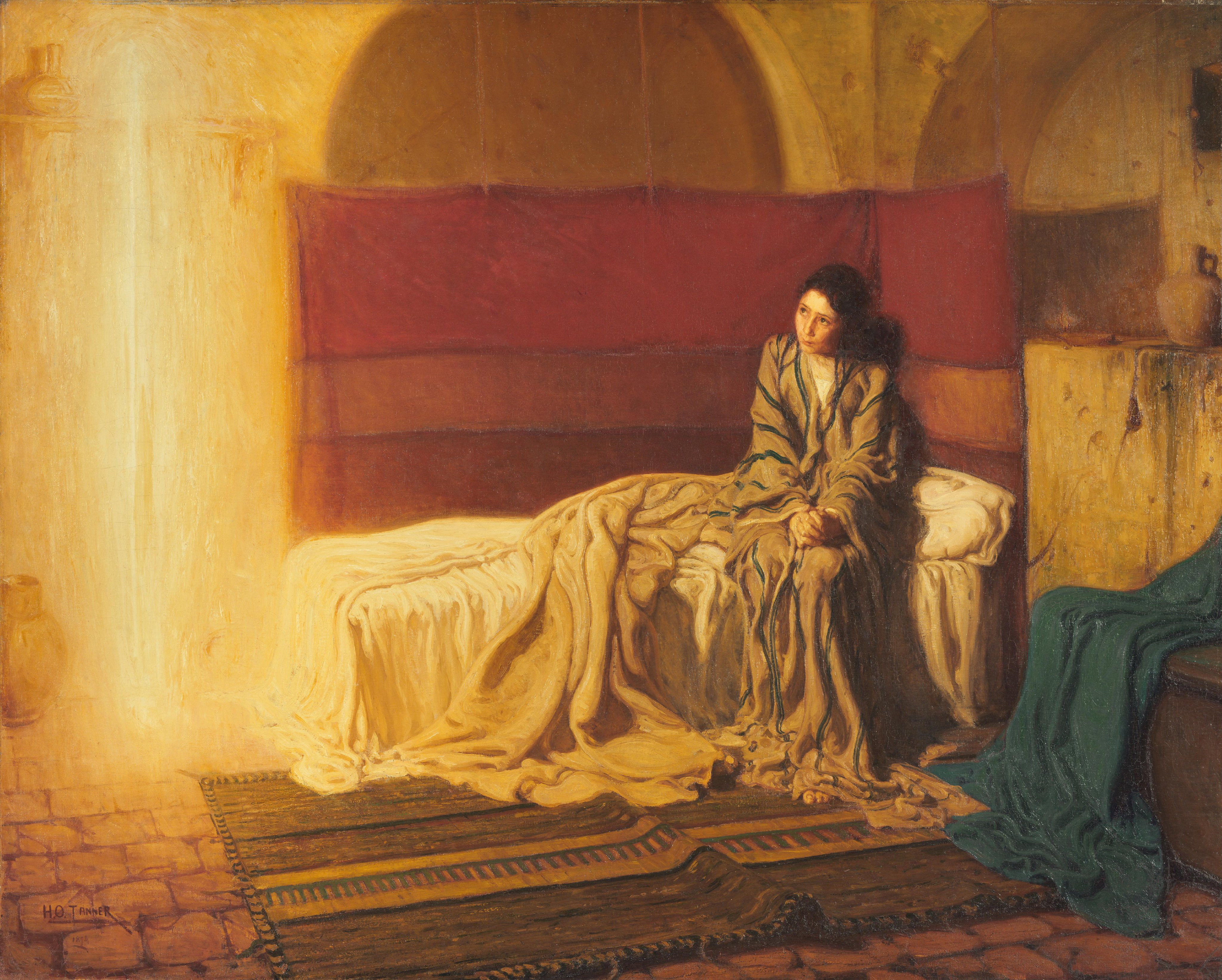
Henry Ossawa Tanner, The Annunciation, 1898.

### La Reconstruction

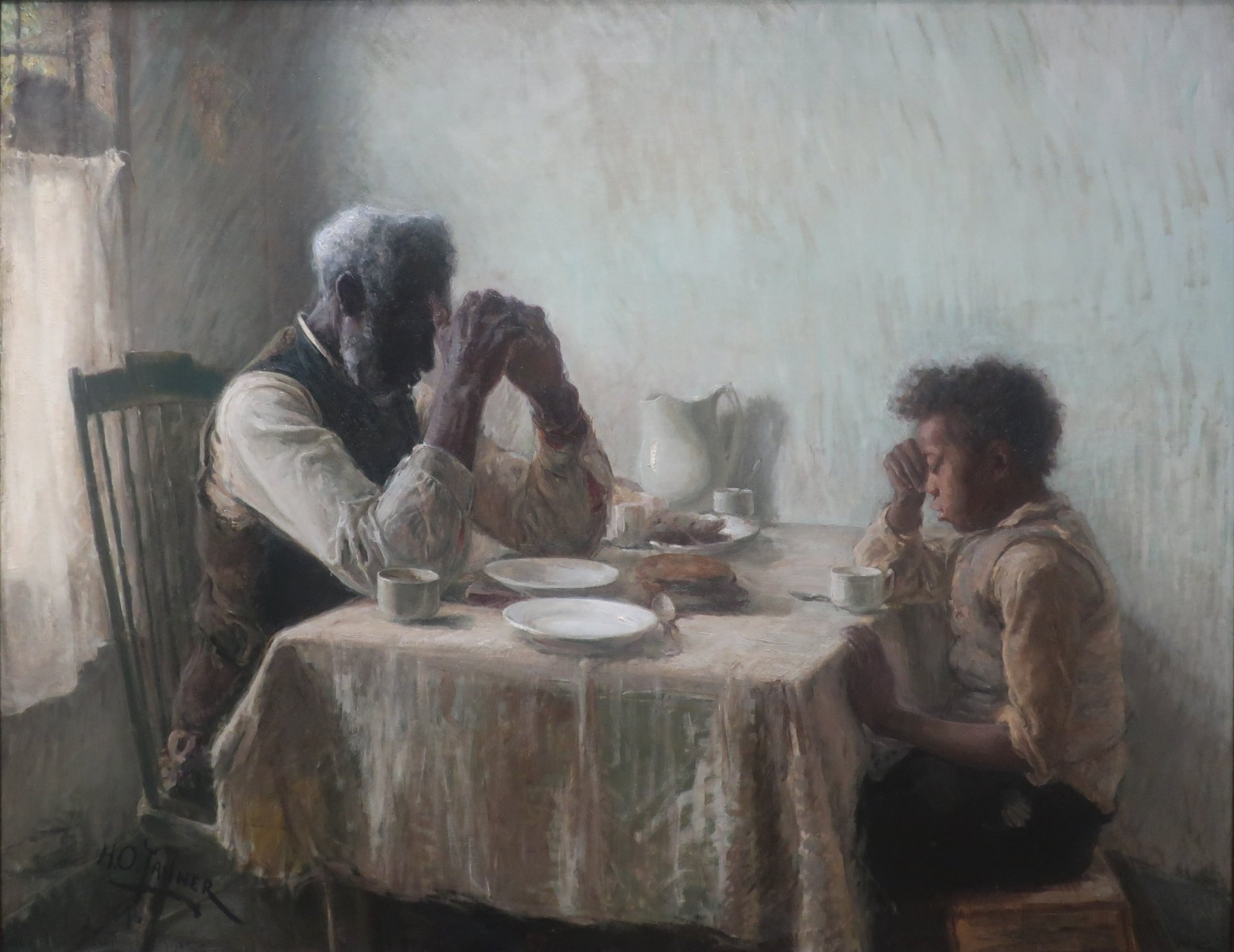
Henry Ossawa Tanner, The Thankful Poor (1984, coll. priv. Fondation Art Bridges, Bentonville (États-Unis).

Après la guerre de Sécession, il est devenu de plus en plus acceptable pour les œuvres créées par les Afro-Américains d'être exposées dans les musées, et les peintres et les sculpteurs ont de plus en plus produit des œuvres à cette fin. Il s'agissait principalement d'œuvres s'inscrivant dans les traditions romantiques et classiques européennes de paysages et de portraits. Edward Mitchell Bannister, Henry Ossawa Tanner et Edmonia Lewis sont les plus remarquables de cette période. Parmi les autres, citons Meta Vaux Warrick Fuller, une artiste féminine qui, comme Edmonia Lewis, était sculptrice, ainsi que Grafton Tyler Brown (en) et Nelson A. Primus (en),,.
L'objectif d'une reconnaissance généralisée au-delà des frontières raciales a d'abord été facilité dans les grandes villes américaines, notamment Philadelphie, Boston, Chicago, New York et la Nouvelle-Orléans. Cependant, même dans ces villes, il existe des restrictions discriminatoires. À l'étranger, cependant, les Afro-Américains étaient beaucoup mieux accueillis. En Europe — notamment à Paris, en France — ces artistes étaient plus libres d'expérimenter des techniques en dehors de l'art occidental traditionnel. La liberté d'expression y était beaucoup plus répandue et, dans une moindre mesure, à Munich et à Rome.

## Art contemporain

### Renaissance de Harlem
La Renaissance de Harlem fait référence à un énorme épanouissement de l'art afro-américain sous toutes ses formes, y compris les arts visuels. Des idées déjà répandues à l'époque dans d'autres parties du monde ont commencé à se propager dans les communautés artistiques américaines au cours des années 1920. Parmi les artistes notables de cette période figurent Richmond Barthé, Aaron Douglas, Lawrence Harris (en), Palmer Hayden, William H. Johnson, Sargent Claude Johnson, John T. Biggers (en), Earle Wilton Richardson (en), Malvin Gray Johnson, Archibald Motley, Augusta Savage, Hale Woodruff (en) et le photographe James Van Der Zee.
William E. Harmon, mécène et amateur d'art, a créé la Fondation William E. Harmon (en) en 1922. Jusqu'en 1967, cette institution a joué le rôle de mécène à grande échelle de l'art afro-américain, suscitant l'intérêt et la reconnaissance d'artistes qui, autrement, seraient peut-être restés inconnus. Le prix Harmon (en) et l'exposition annuelle « Exhibition of the Work of Negro Artists » ont également contribué à ce soutien, qui, bien que ne se limitant pas aux artistes visuels, a été décerné à plusieurs d'entre eux, dont Hale Woodruff, Palmer Hayden et Archibald Motley. En 1929, le financement a été temporairement interrompu en raison de la Grande Dépression, pour reprendre l'organisation d'expositions et l'offre de financement une fois que l'économie a relancé des artistes comme Jacob Lawrence, Laura Wheeler Waring et d'autres.
En 1933, le Public Works of Art Project (en) du département du Trésor des États-Unis tentait d'apporter un soutien aux artistes, mais ses efforts se sont avérés inefficaces. Le président Franklin D. Roosevelt a créé la Works Progress Administration (WPA) en 1935, et ce programme a réussi à fournir à tous les artistes américains, et en particulier aux artistes afro-américains, un moyen de gagner leur vie dans une économie dévastée. Au milieu des années 1930, plus de 250 000 Afro-Américains étaient impliqués dans la WPA, dont Jacob Lawrence, Gwendolyn Knight (en), le sculpteur William Artis (en), le peintre et illustrateur de livres pour enfants Ernest Crichlow (en), le dessinateur et illustrateur Elton Fax (en), le photographe Marvin Smith (en), Dox Thrash (en), qui a inventé la méthode de gravure au carborundum en manière noire, les peintres Georgette Seabrooke (en) et Elba Lightfoot (en), surtout connus pour leurs peintures murales de l'hôpital de Harlem, le graveur de Chicago Eldzier Cortor (en), et l'artiste renommé de l'Illinois Adrian Royle (en) et bien d'autres. Nombre de ces artistes ont été attirés par le mouvement de l'entre-deux-guerres connu sous le nom de réalisme social (en), qui reflétait les opinions politiques et socio-économiques d'une génération qui avait été enrôlée dans la Première Guerre mondiale, pour ensuite danser pendant les années folles et s'effondrer pendant la Grande Dépression.
Parmi les villes importantes comptant une importante population noire et d'importants cercles artistiques afro-américains, citons Philadelphie, Boston, San Francisco et Washington, D.C. La WPA a entraîné une nouvelle vague d'importants professeurs d'art noirs. Les techniques mixtes, l'art abstrait, le cubisme et le réalisme social sont devenus non seulement acceptables, mais souhaitables. Les artistes de la WPA s'unissent pour former en 1935 la Harlem Artists Guild (en), qui développe des installations artistiques communautaires dans les grandes villes. Les principales formes d'art comprenaient le dessin, la sculpture, la gravure, la peinture, la poterie, le patchwork, le tissage et la photographie. En 1939, cependant, la coûteuse WPA et tous ses projets ont pris fin. En 1943, James A. Porter, professeur au département d'art de l'université Howard, a écrit le premier texte important sur l'art et les artistes afro-américains, Modern Negro Art.

Œuvres de la renaissance de Harlem
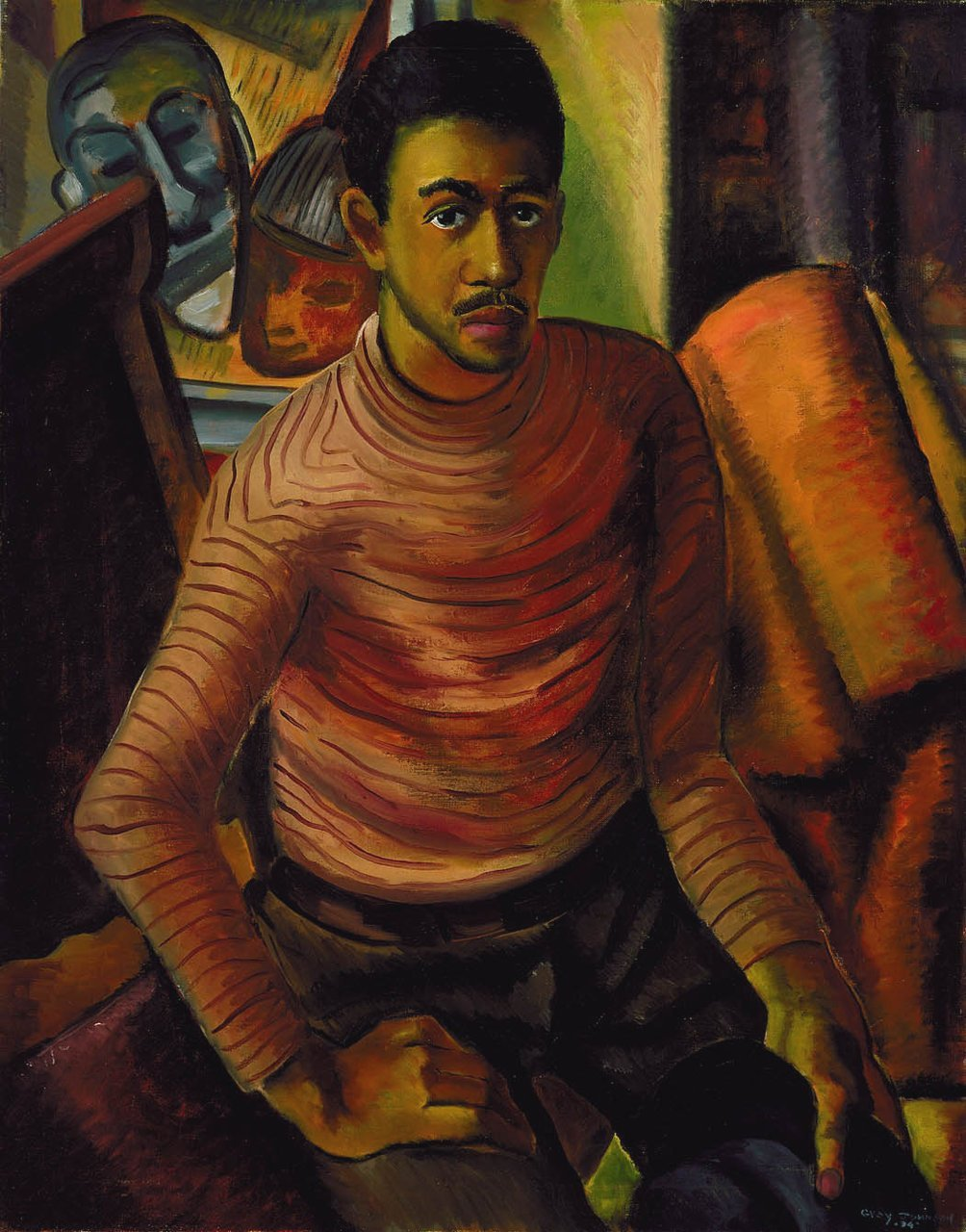
Autoportrait de Malvin Gray Johnson, 1934.
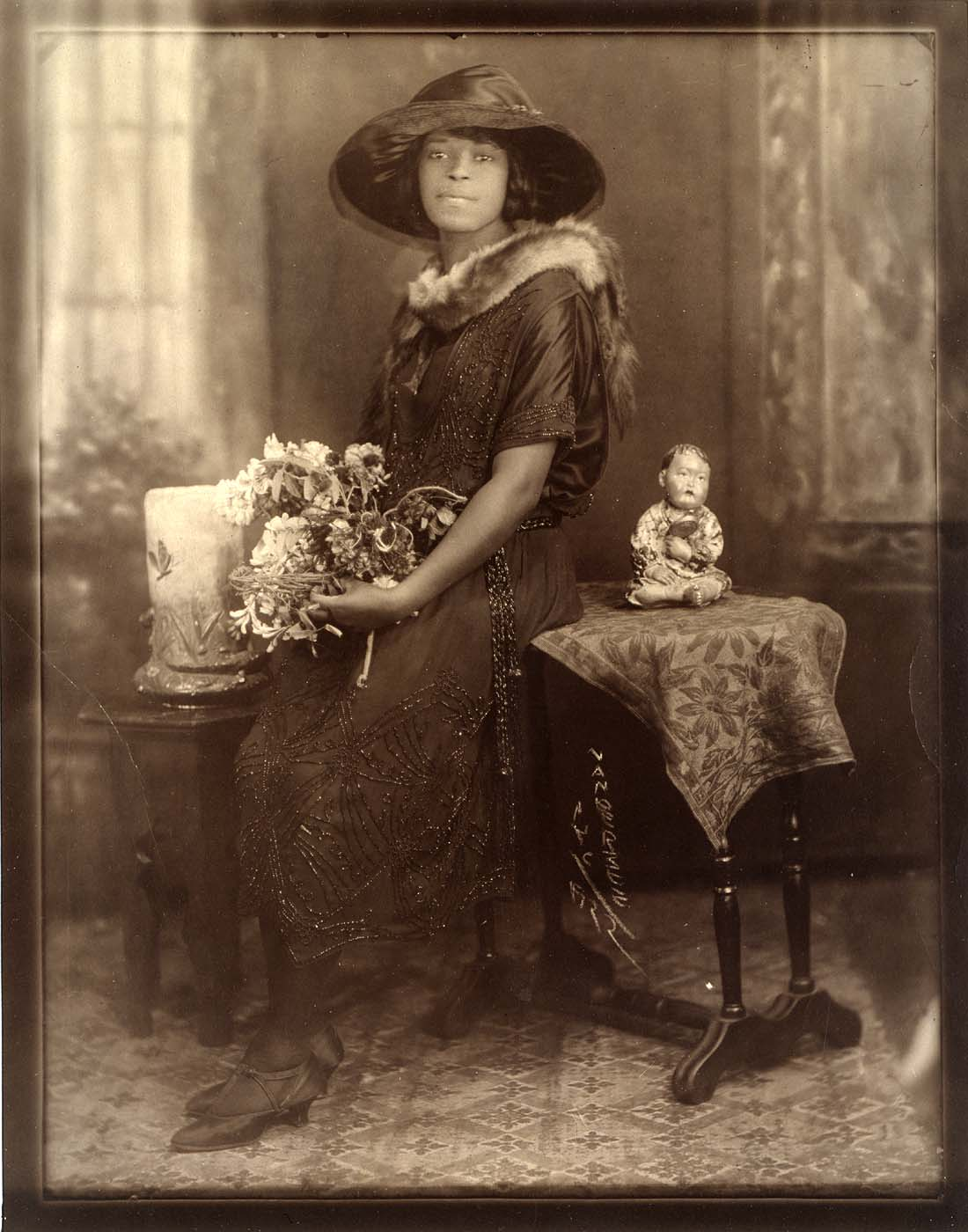
Photographie d'une femme en tenue de soirée par James Van Der Zee, 1922.
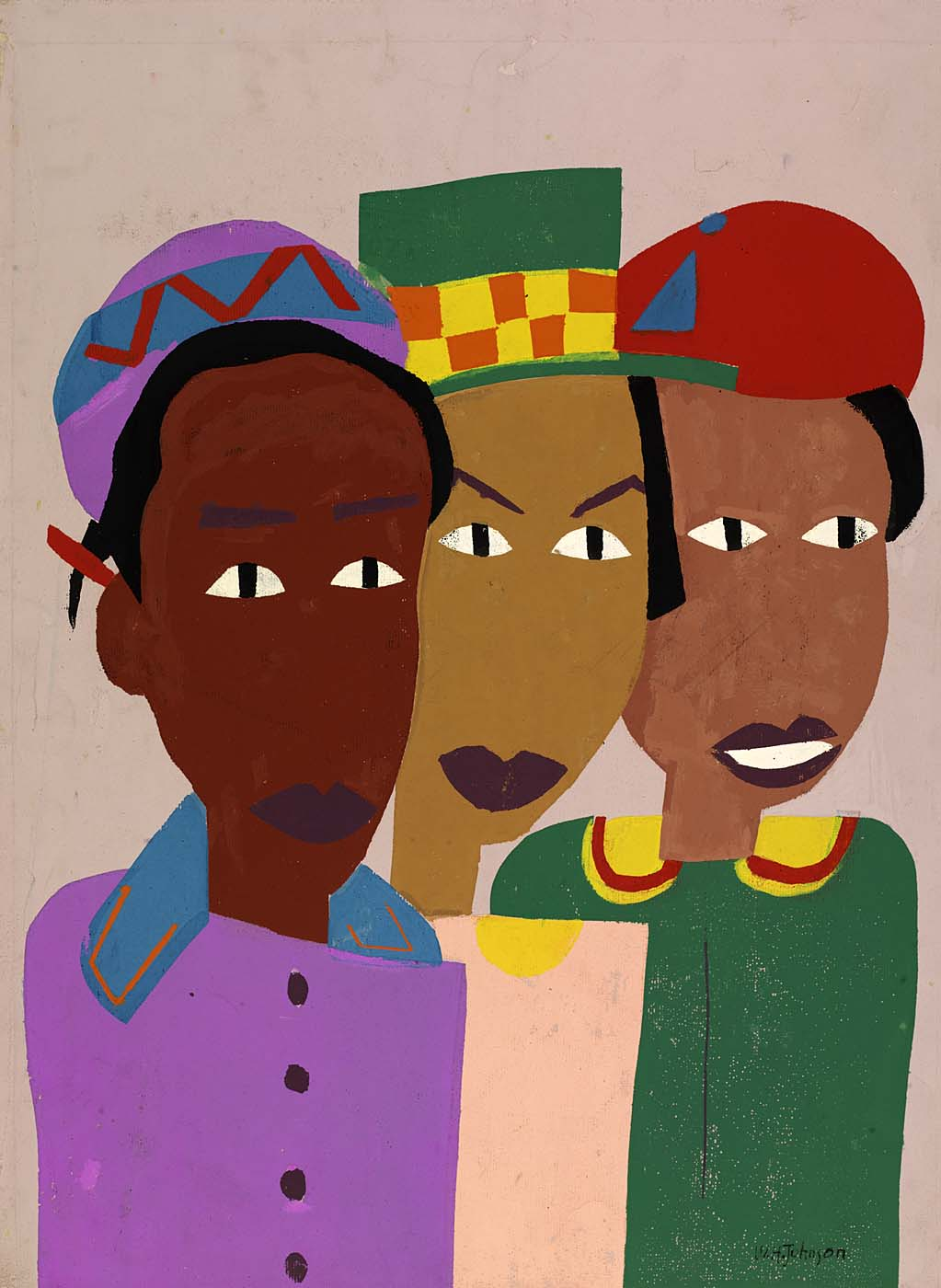
William H. Johnson, Three Friends, c. 1945.
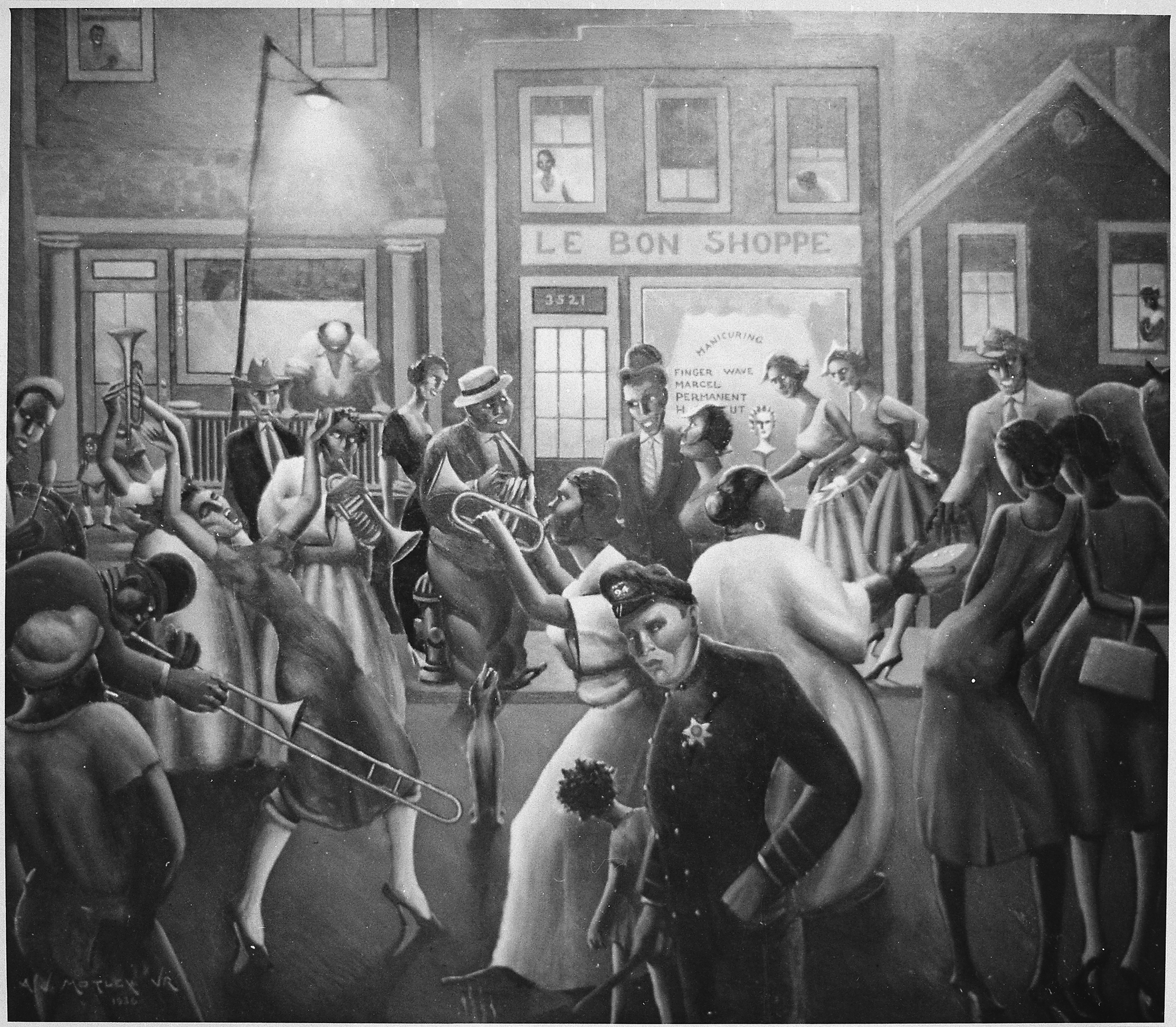
Archibald Motley, Gettin' Religion, 1948.
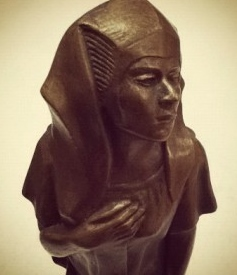
Meta Vaux Warrick Fuller, Ethiopia Awakening, 1921.
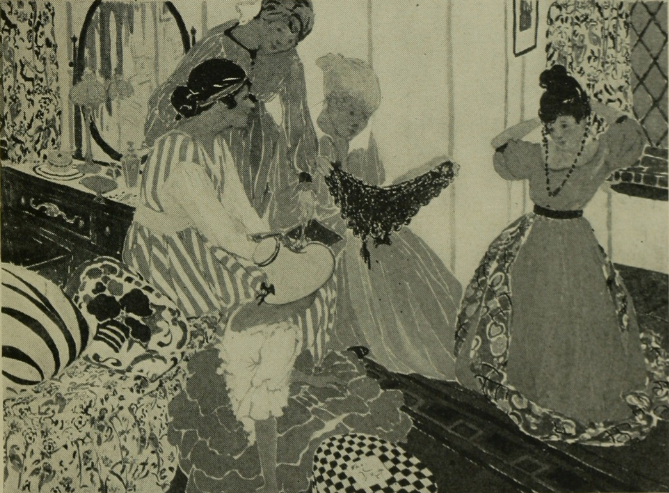
Laura Wheeler Waring, Heirlooms, 1916.

Artistes de la renaissance de Harlem
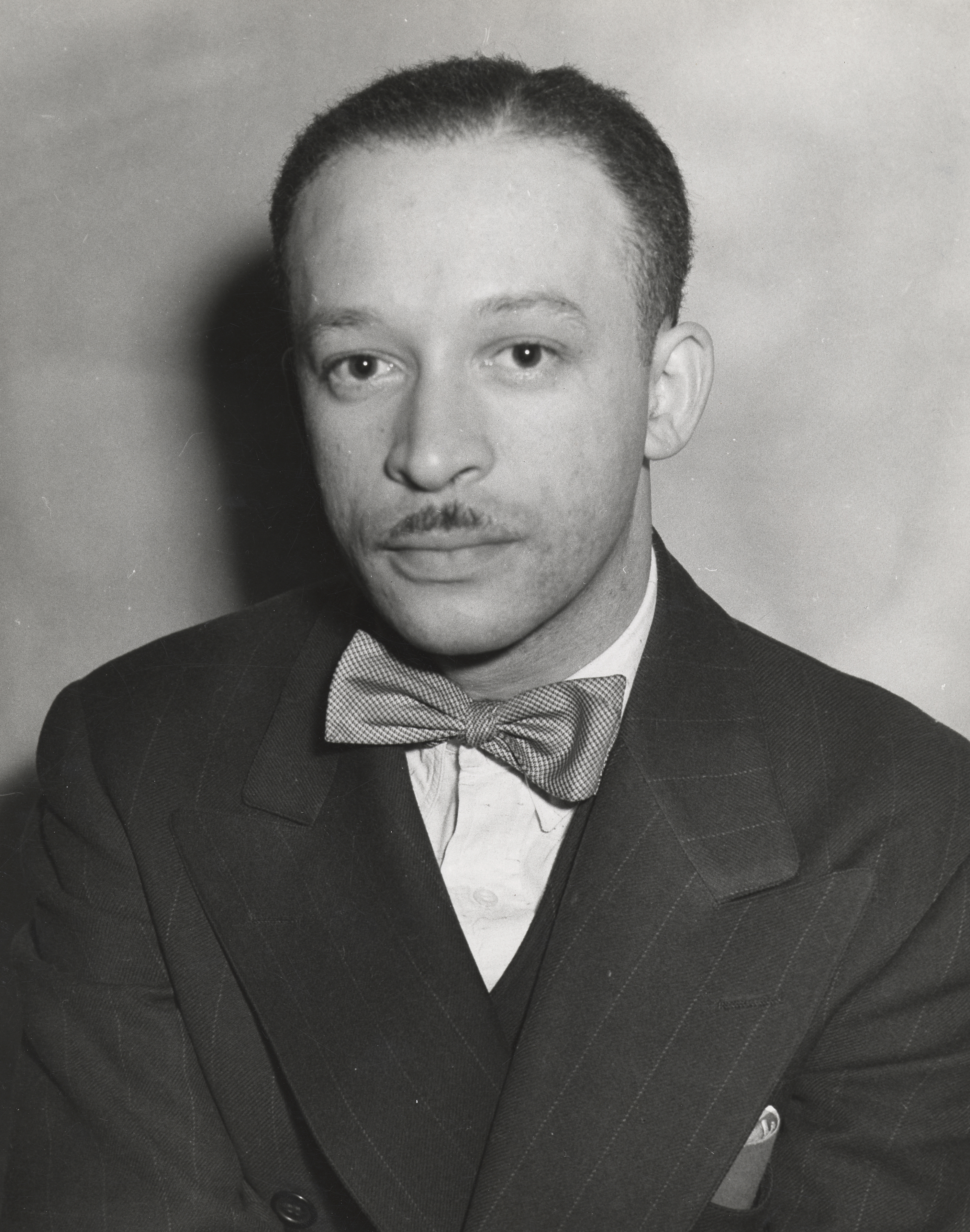
Le peintre, sculpteur, illustrateur et muraliste Charles Alston en 1939.
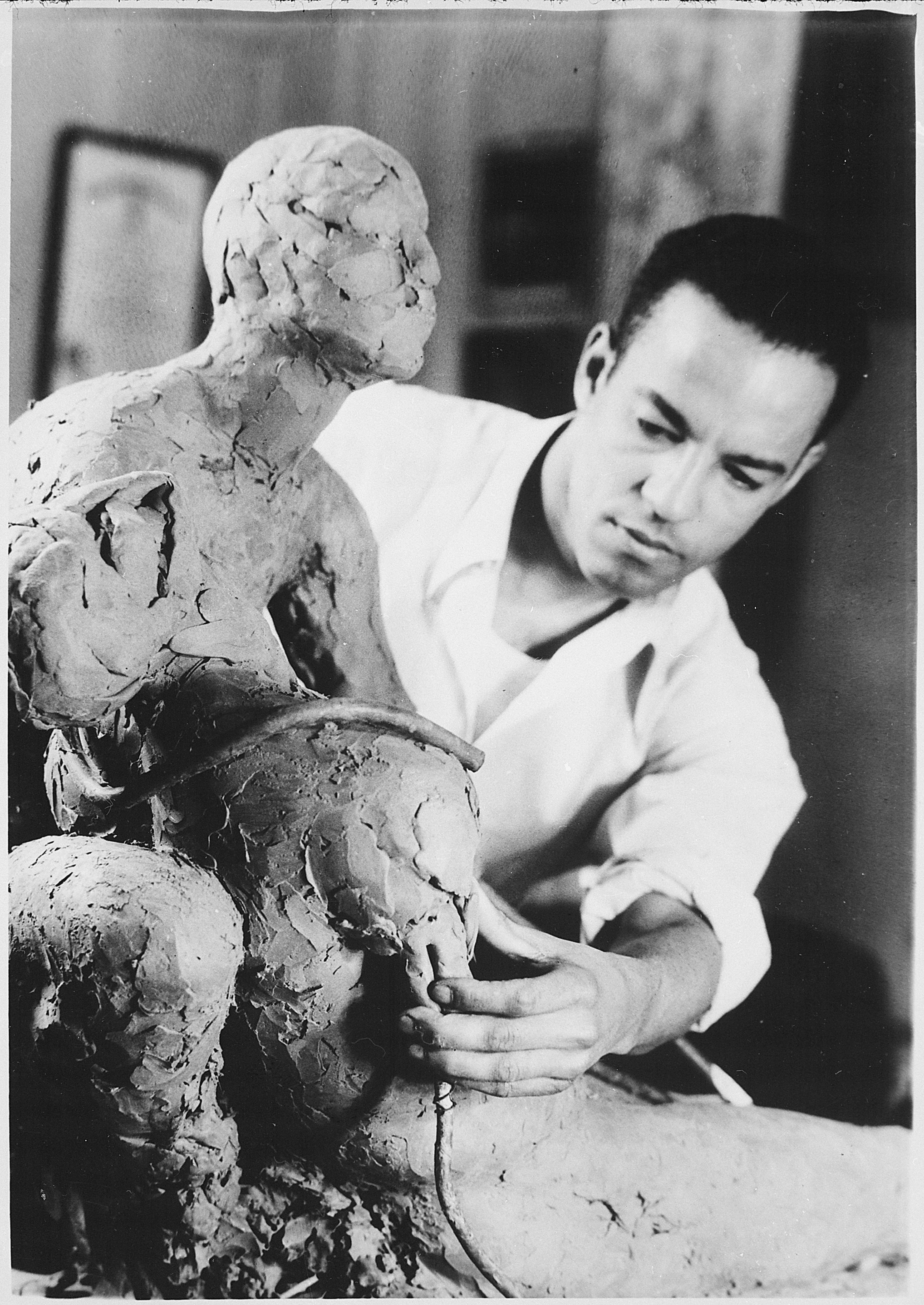
Le sculpteur Richmond Barthé travaillant sur une sculpture en argile, n. d.
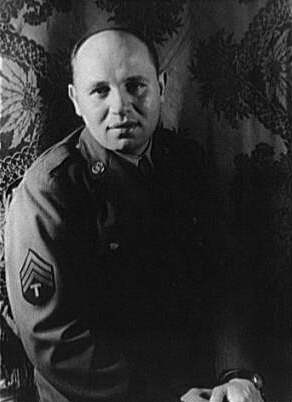
L'artiste Romare Bearden, photographié dans son uniforme militaire en 1944.
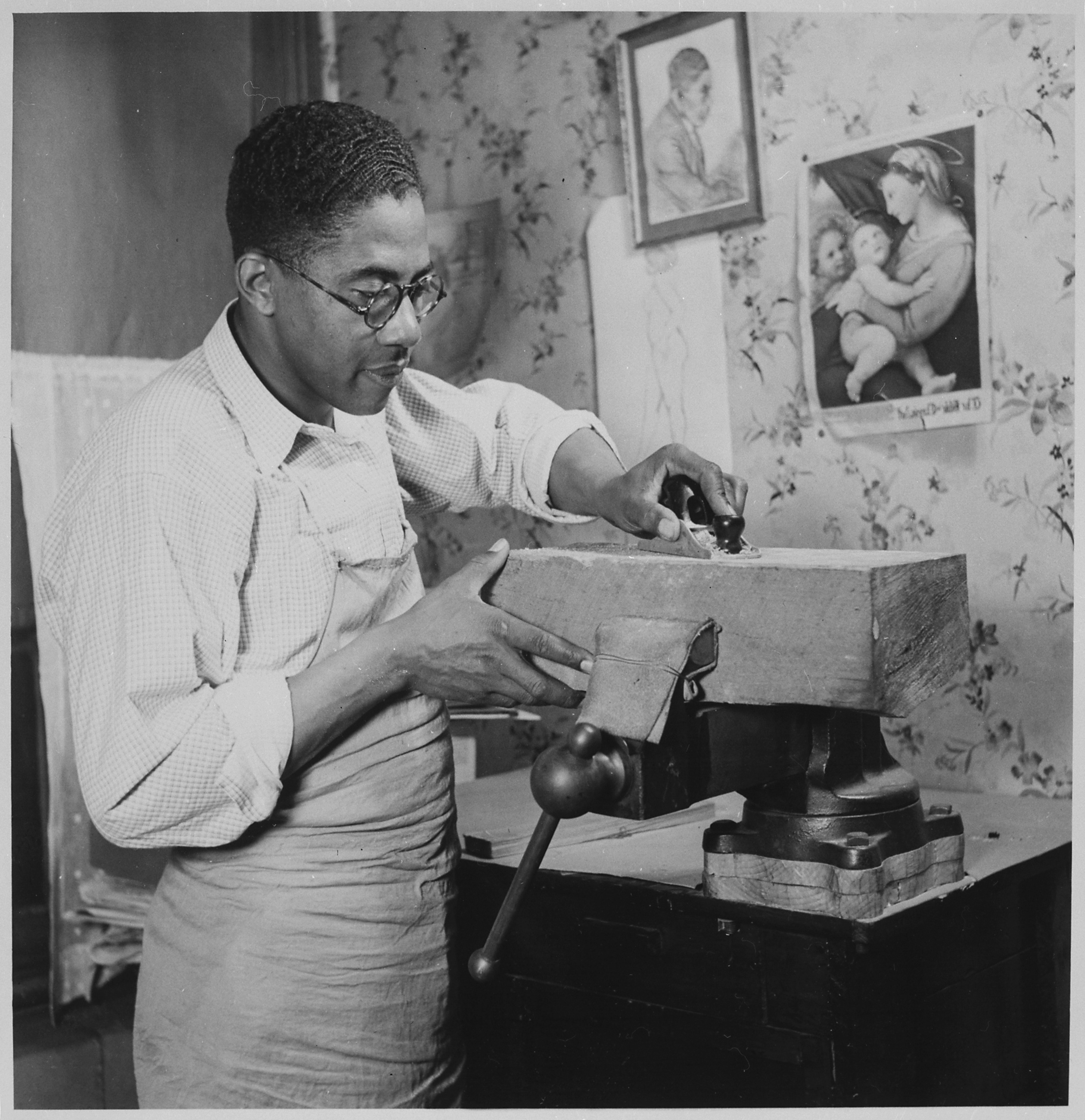
Le sculpteur Leslie Garland Bolling (en) travaillant sur une sculpture, n. d.
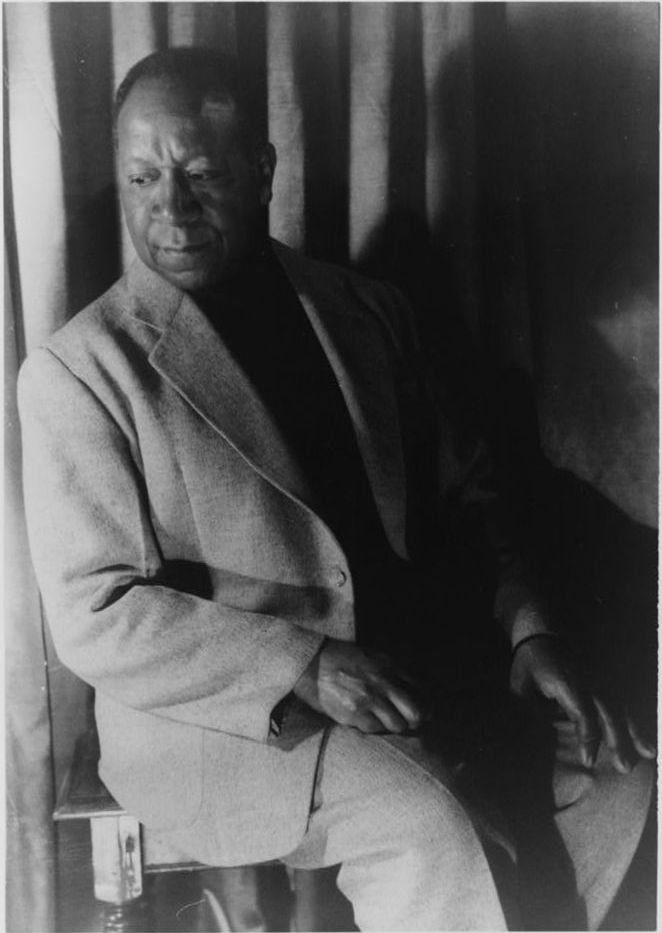
Le peintre moderniste Beauford Delaney en 1952.
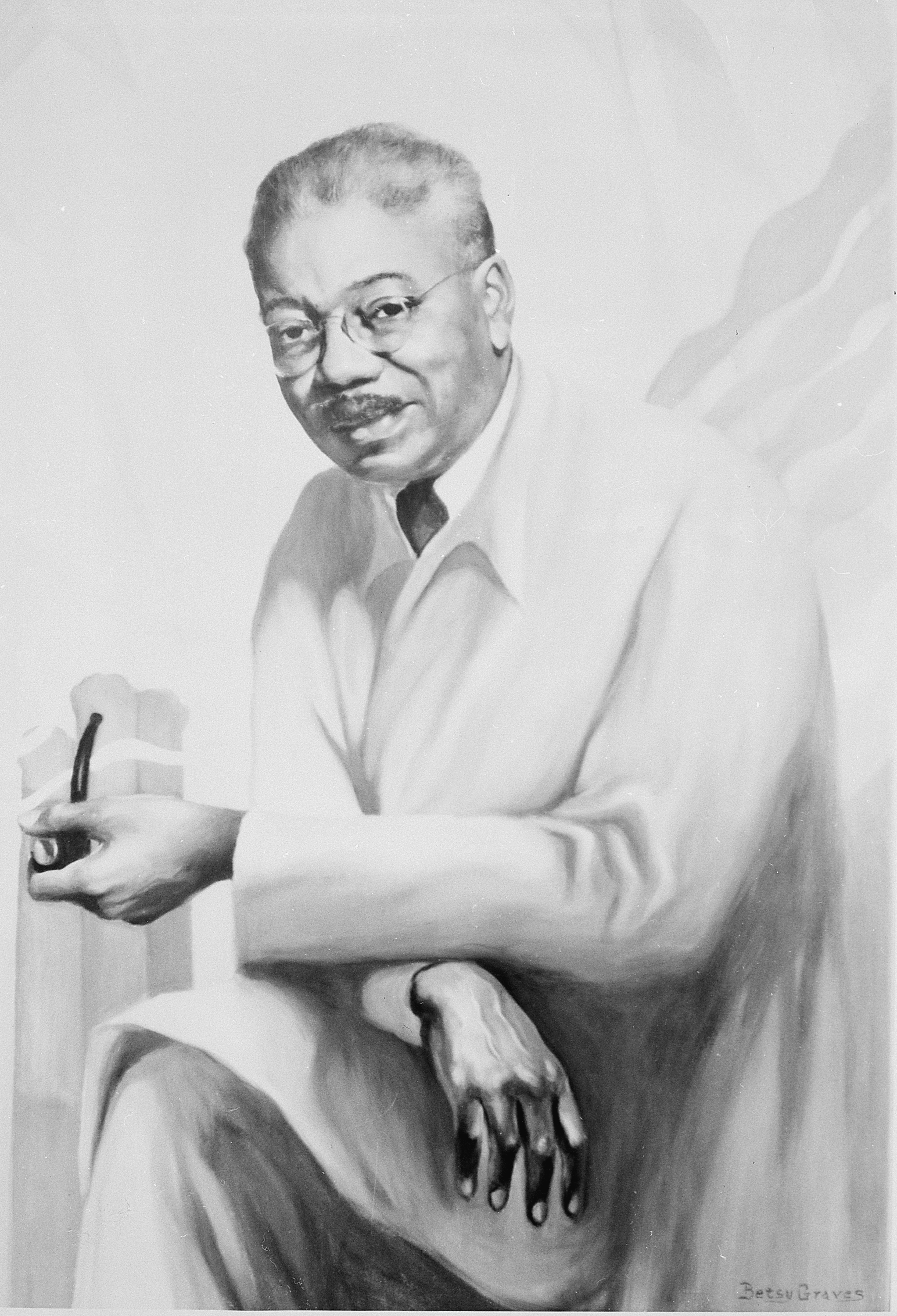
Le peintre et illustrateur Aaron Douglas, n. d.
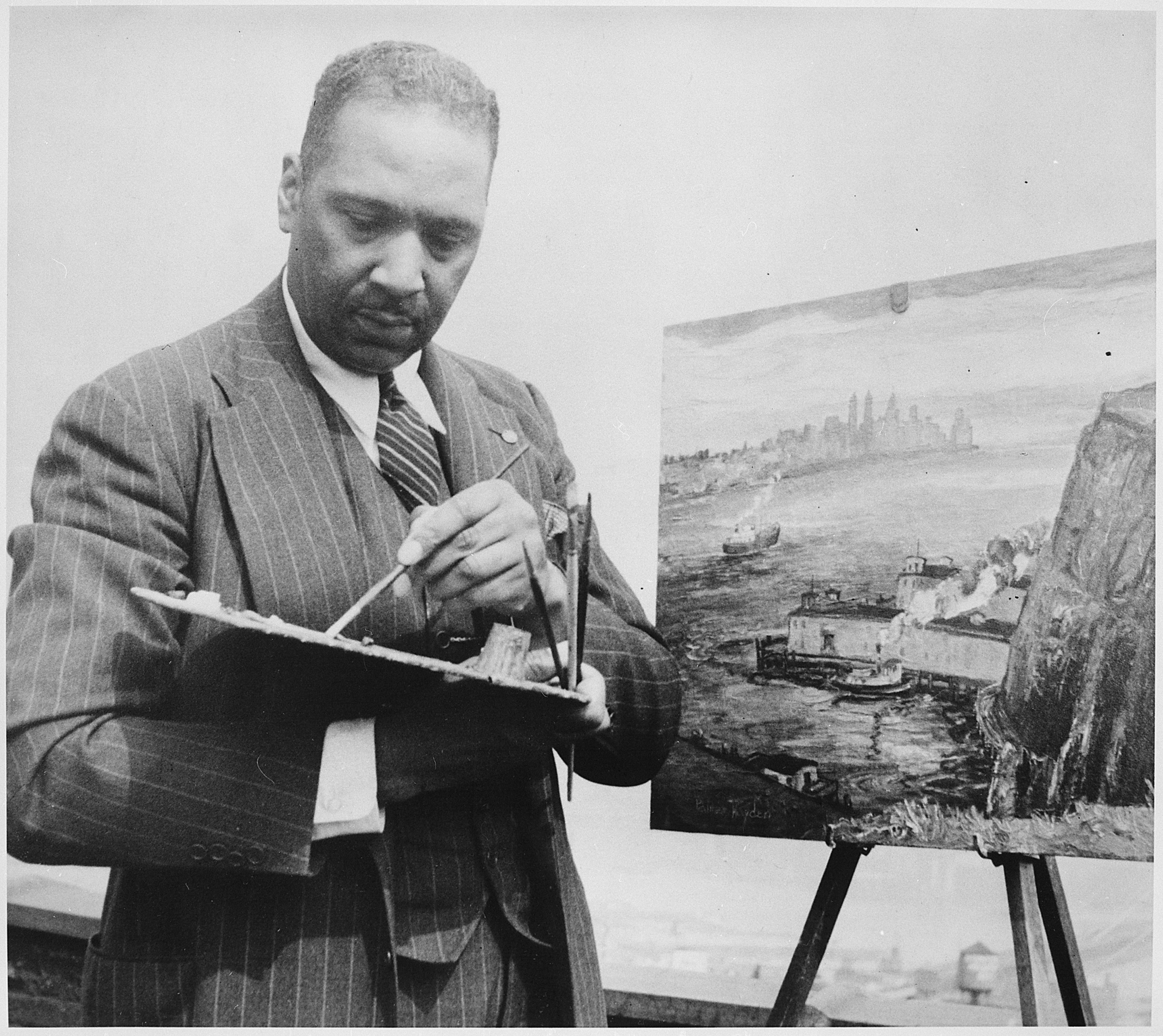
Le peintre Palmer Hayden travaillant sur une peinture de paysage, n. d.
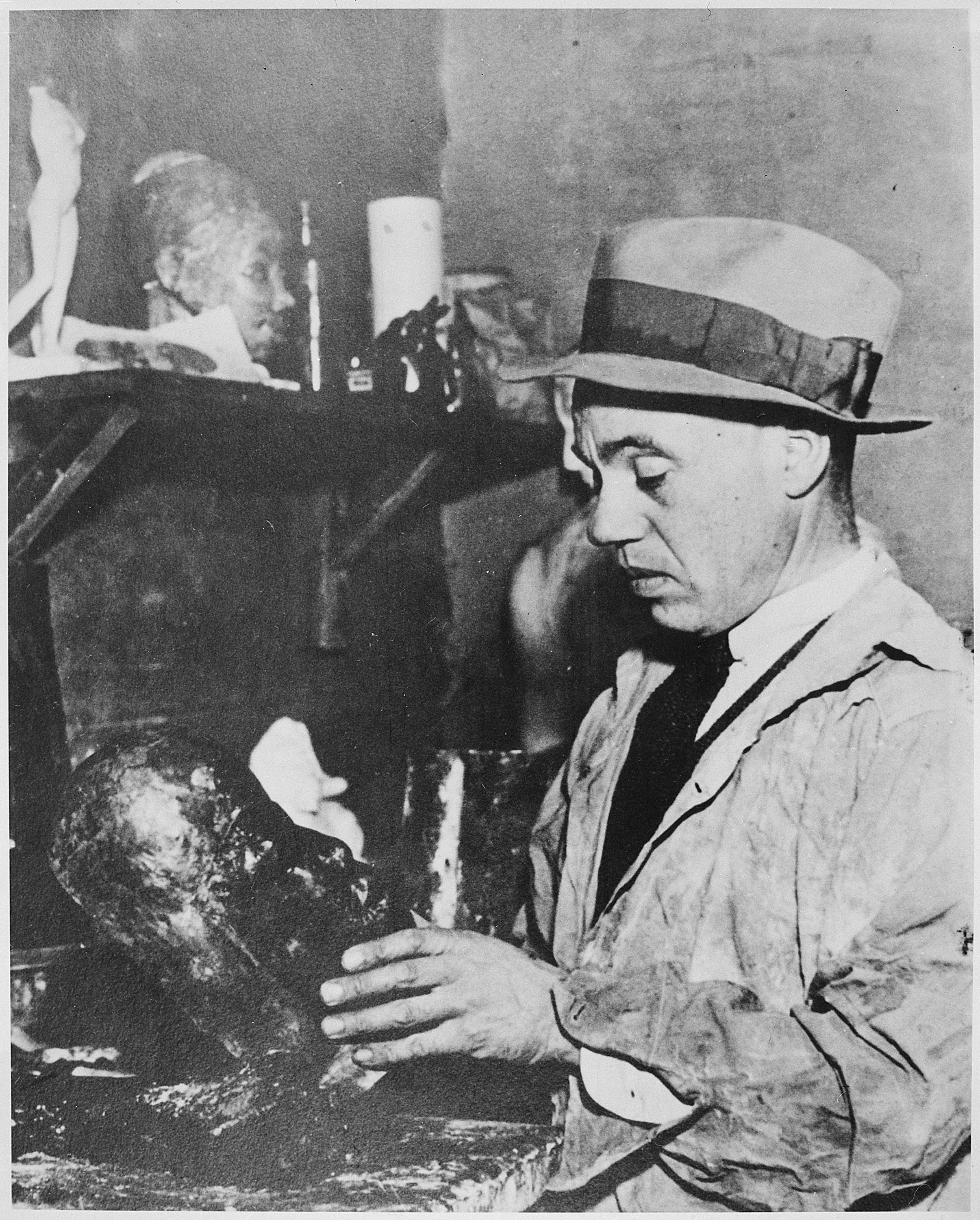
L'artiste Sargent Claude Johnson, évaluant sa propre sculpture, n. d.
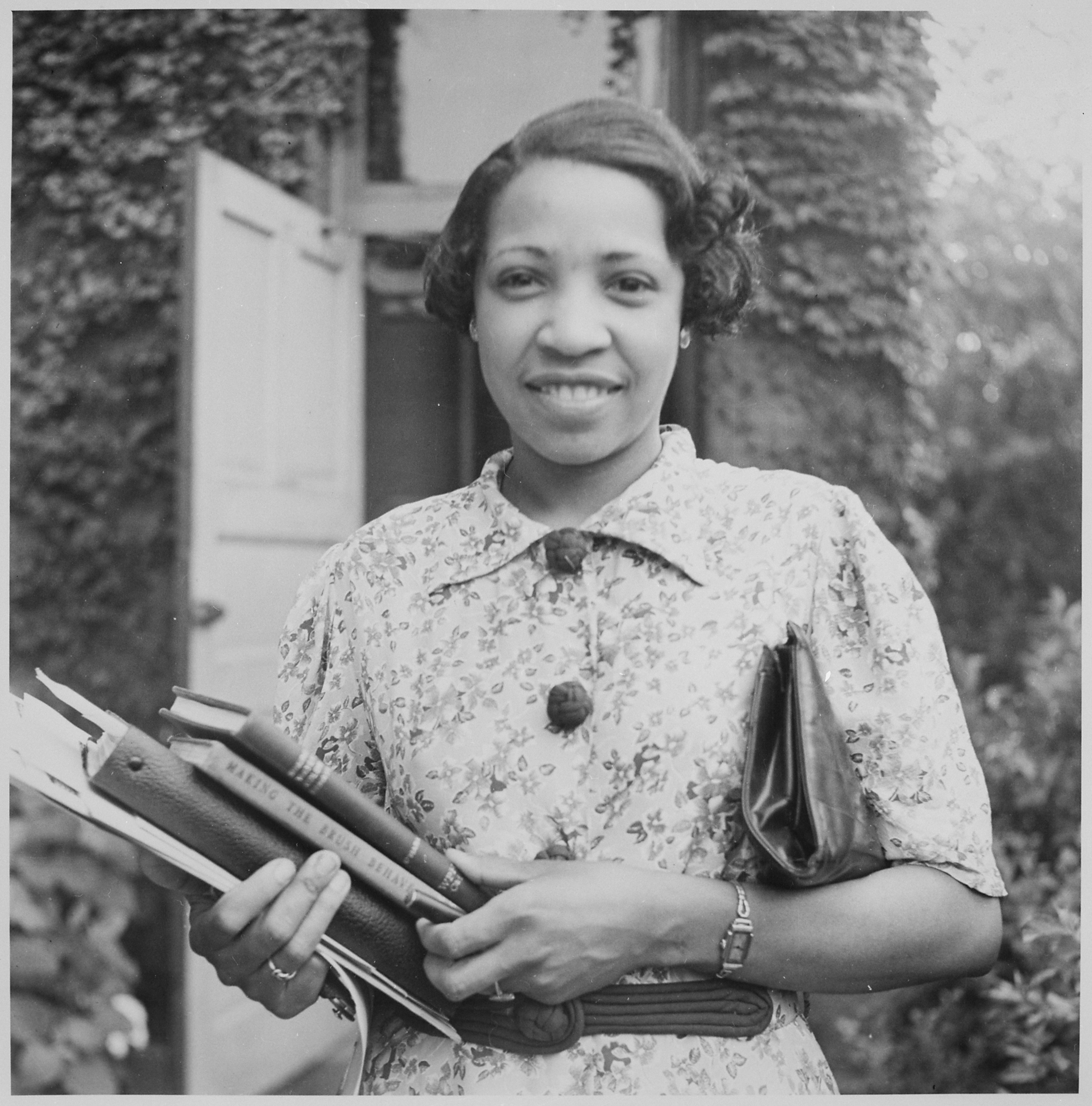
L'artiste Lois Mailou Jones en 1936.
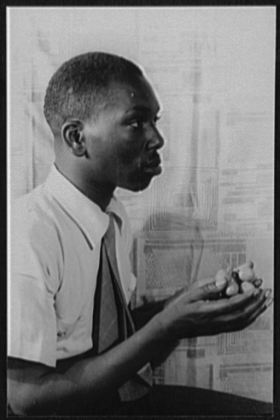
Portrait de Jacob Lawrence, en 1941.
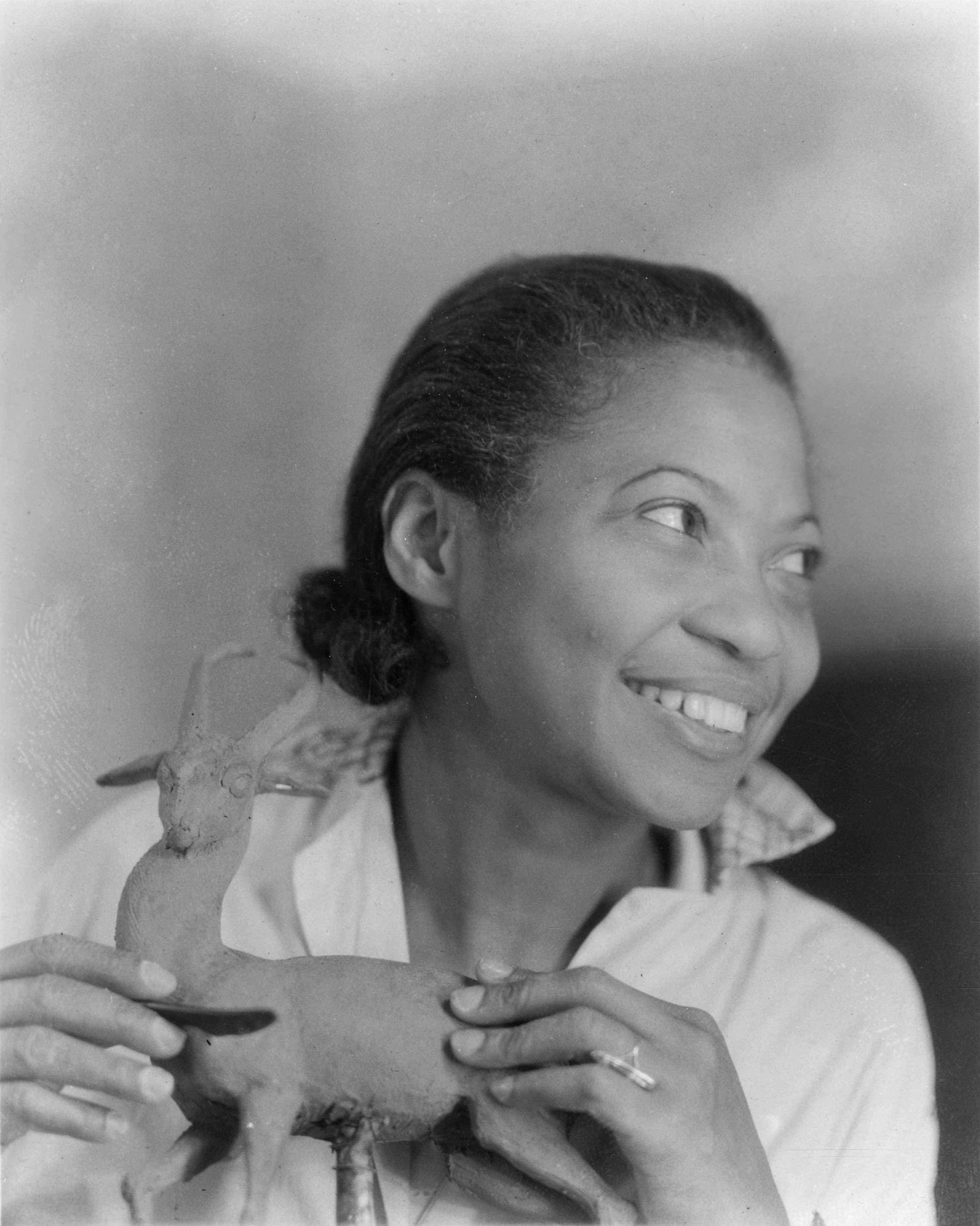
La sculptrice Augusta Savage, photographiée entre 1935 et 1947.
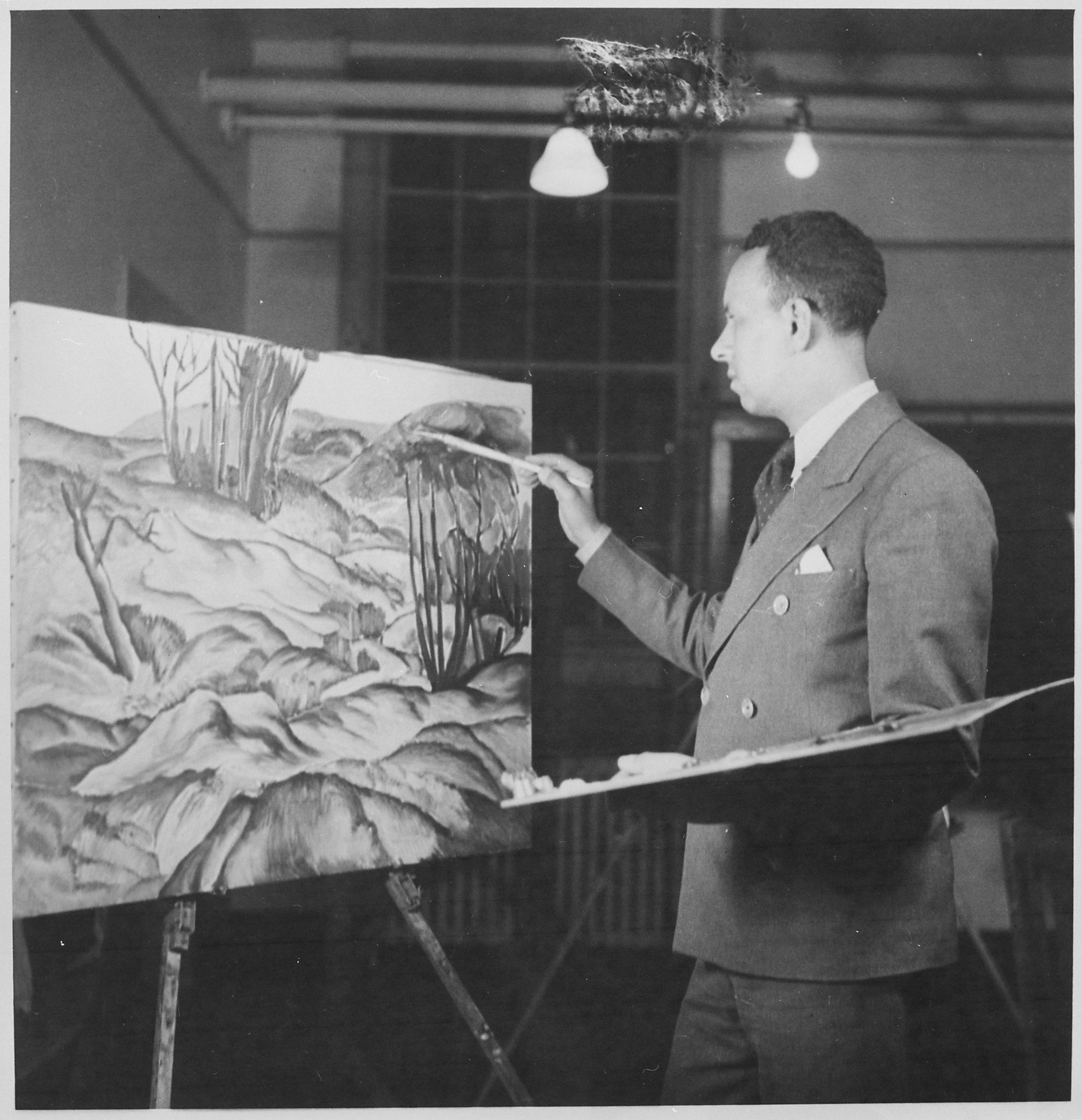
Le peintre Hale Woodruff travaillant sur sa toile, vers 1936.

### Mitan duXXesiècle
Dans les années 1950 et 1960, peu d'artistes afro-américains étaient largement connus ou acceptés. Malgré cela, les Highwaymen (en), une association informelle de 26 artistes afro-américains de Fort Pierce, en Floride, ont créé des images idylliques et rapidement réalisées du paysage de Floride et en ont vendu quelque 200 000 dans les coffres de leurs voitures. Dans les années 1950 et 1960, il était impossible de trouver des galeries intéressées par la vente d'œuvres d'art d'un groupe d'Afro-Américains inconnus et autodidactes, de sorte qu'ils vendaient leurs œuvres directement au public plutôt que par l'intermédiaire de galeries et d'agents artistiques. Redécouverts au milieu des années 1990, ils sont aujourd'hui reconnus comme une partie importante de l'histoire populaire américaine et le prix du marché actuel pour une peinture originale des Highwaymen peut facilement atteindre des milliers de dollars. En 2004, le groupe original de 26 personnes a été intronisé au Florida Artists Hall of Fame (en).
Après la Seconde Guerre mondiale, certains artistes ont adopté une approche globale, travaillant et exposant à l'étranger, à Paris, et au fil de la décennie, se sont progressivement installés dans d'autres villes accueillantes comme Copenhague, Amsterdam et Stockholm : Barbara Chase-Riboud, Edward Clark (en), Harvey Tristan Cropper (en), Beauford Delaney, Herbert Gentry (en), Modèle:Bill Hutson, Clifford Jackson (d), Sam Middleton (en), Larry Potter (d), Haywood Rivers (en), Merton Simpson (en),.
Certains artistes afro-américains ont réussi à entrer dans d'importantes galeries new-yorkaises dans les années 1950 et 1960 : Horace Pippin, Romare Bearden, Jacob Lawrence, Richard Hunt, William T. Williams (en), Norman Lewis, Thomas Sills (en) et Sam Gilliam (en) étaient parmi les rares à avoir été reçus avec succès dans une galerie. Richard Hunt a été le premier artiste visuel afro-américain à siéger au National Endowment for the Arts, nommé par le président Lyndon B. Johnson en 1968. Il est le quatrième Afro-Américain à siéger au conseil, après Marian Anderson, Ralph Ellison et Duke Ellington. En 1971, Richard Hunt a été le premier sculpteur afro-américain à bénéficier d'une grande rétrospective solo au Museum of Modern Art.
Le mouvement des droits civiques des années 1960 et 1970 a incité les artistes à saisir et à exprimer l'évolution de l'époque. Des galeries et des centres d'art communautaires se sont développés dans le but d'exposer l'art afro-américain, et des postes d'enseignement universitaire ont été créés par et pour des artistes afro-américains. Certaines femmes afro-américaines ont également été actives dans le mouvement artistique féministe (en) des années 1970. Faith Ringgold a réalisé des œuvres mettant en scène des sujets féminins noirs et abordant la conjonction du racisme et du sexisme aux États-Unis, tandis que le collectif Where We At (en) (WWA) a organisé des expositions présentant exclusivement des œuvres de femmes afro-américaines.
Dans les années 1980 et 1990, les graffitis hip-hop ont commencé à prédominer dans les communautés urbaines. La plupart des grandes villes ont développé des musées consacrés aux artistes afro-américains. Le National Endowment for the Arts a apporté un soutien croissant à ces artistes.

Œuvres au mitan du XXe siècle
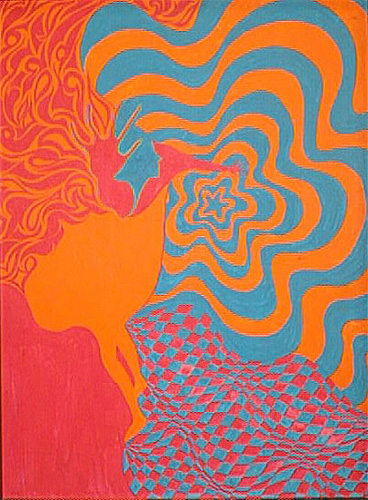
Adrian Piper, Alice Down the Rabbit Hole, 1965.
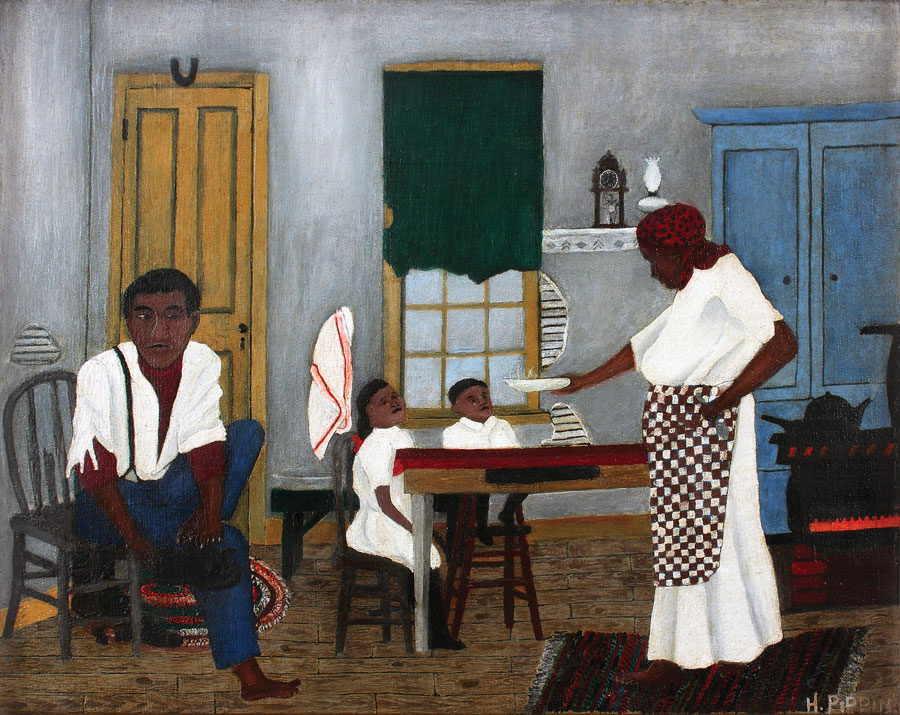
Horace Pippin, Sunday Morning Breakfast, 1943.
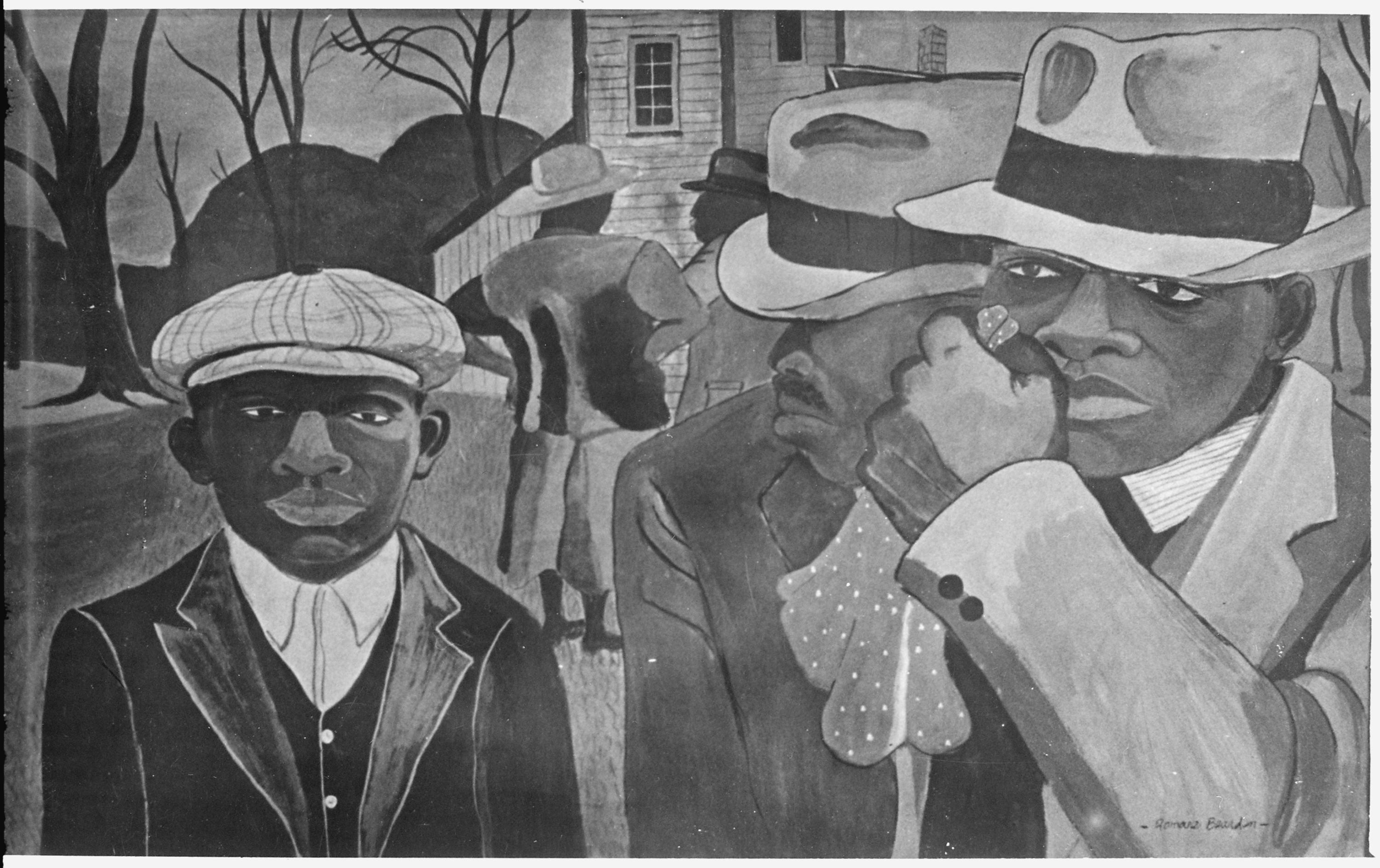
Romare Bearden, After Church, n. d.

Artistes au mitan du XXe siècle
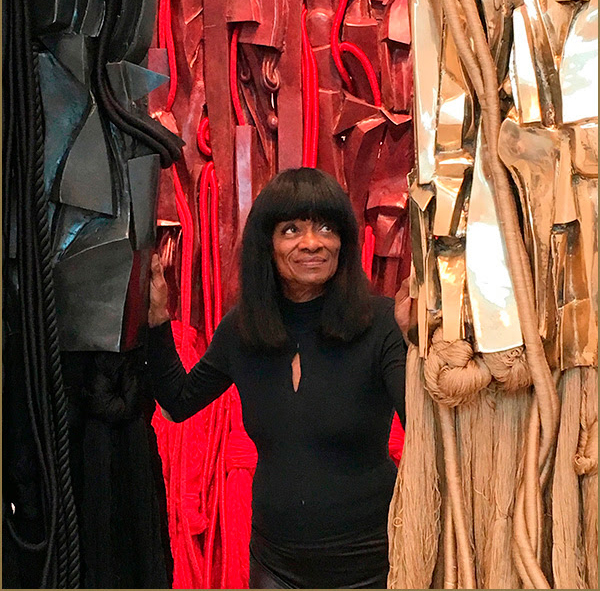
La sculptrice et écrivaine Barbara Chase-Riboud en 2018.
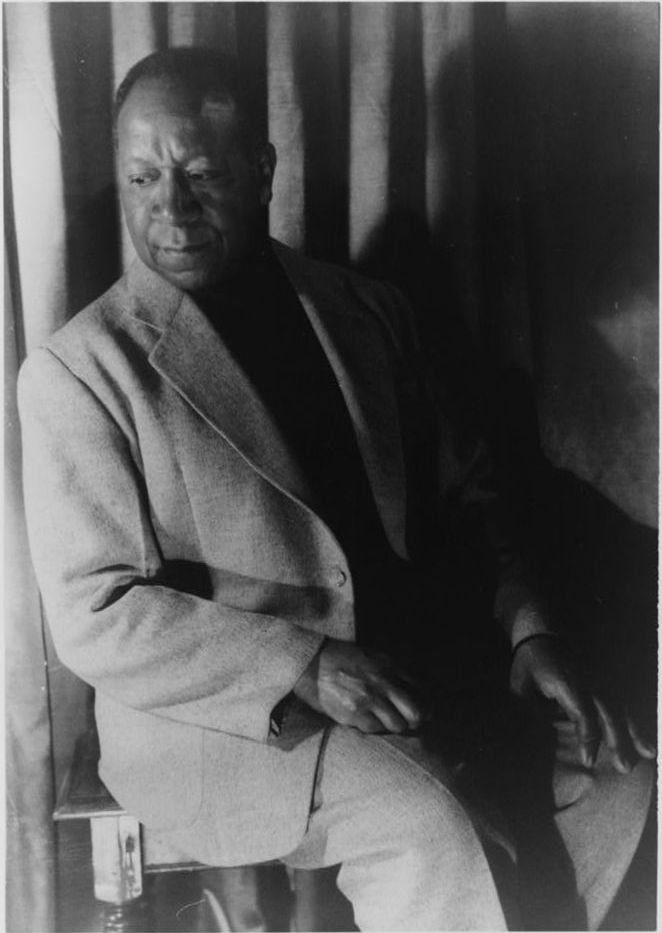
Le peintre Beauford Delaney en 1952.
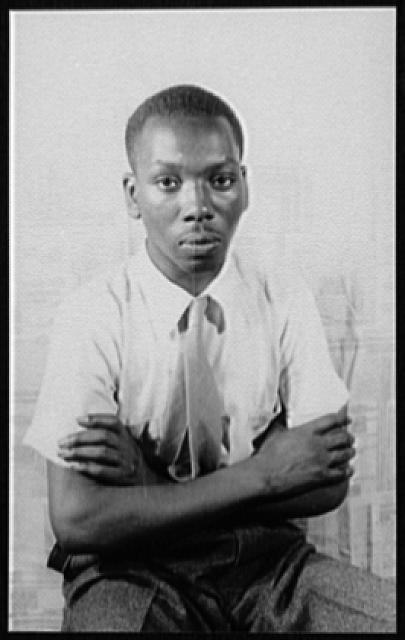
Le peintre Jacob Lawrence en 1941.
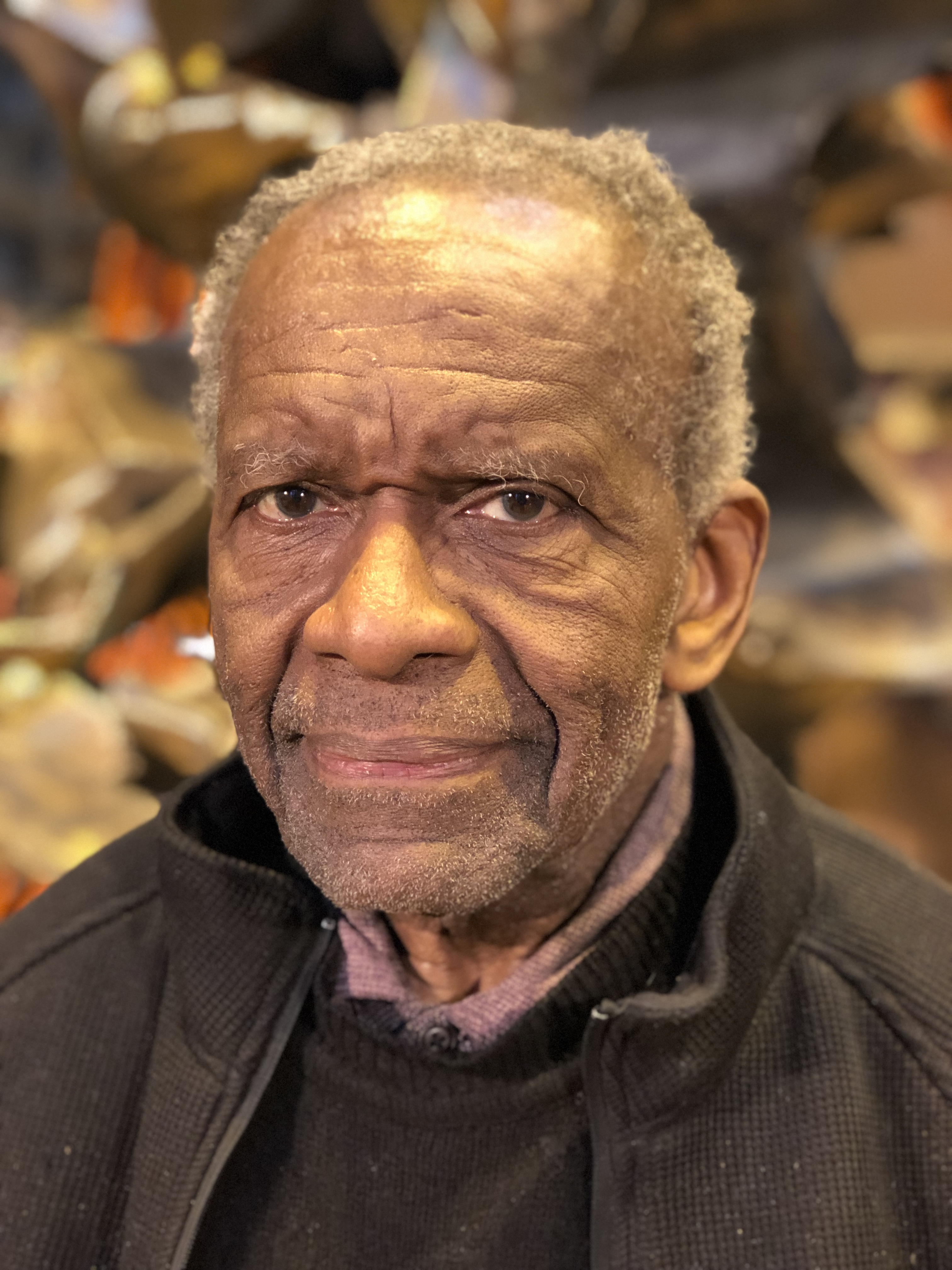
Le sculpteur Richard Hunt en 2018.
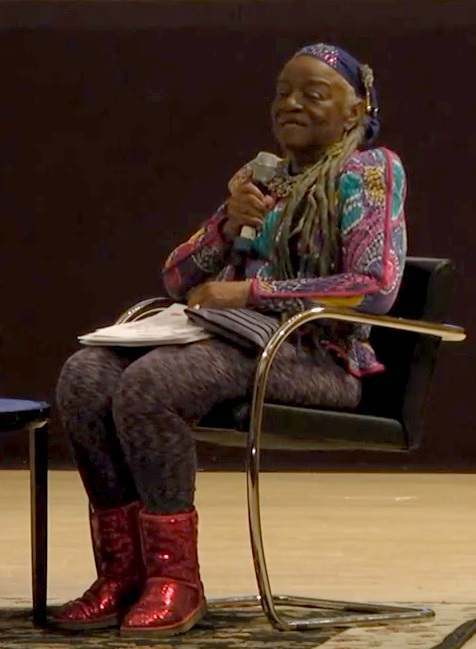
La peintre et sculptrice de techniques mixtes Faith Ringgold en 2017.

### Tournant duXXIesiècle
Kara Walker, une artiste américaine contemporaine, est connue pour son exploration de la race, du genre, de la sexualité, de la violence et de l'identité dans ses œuvres. Les images de silhouettes de Kara Walker font le lien entre le folklore inachevé de l'Antebellum South et les travaux antérieurs de Harriet Powers. Ses images à la fois cauchemardesques et fantastiques ont un aspect cinématographique. En 2007, Walker a figuré dans la liste des « 100 personnes les plus influentes du monde, artistes et animateurs » du magazine Time. Les artistes textiles font partie de l'histoire de l'art afro-américain. Selon l'enquête 2010 sur l'industrie de la courtepointe en Amérique, il y a 1,6 million d'artistes s'y adonnant aux États-Unis. Women of Visions (WOV), située à Pittsburgh, en Pennsylvanie, au Pittsburgh Center for the Arts (en), est une organisation historique à but non lucratif dont plusieurs membres sont des courtepointeurs et des artistes des fibres. Les artistes de WOV, anciens et actuels, travaillent sur une grande variété de supports. Parmi celles qui ont exposé au niveau international figurent Renee Stout (en) et Tina Williams Brewer (en).
Les artistes contemporains afro-américains les plus notables sont : Larry D. Alexander (en), Laylah Ali (en), Amalia Amaki (en), Emma Amos, Ellsworth Augustus Ausby (en), Jean-Michel Basquiat, Dawoud Bey (en), Camille Billops, Mark Bradford, Edward Clark (en), Willie Cole (en), Robert Colescott, Louis Delsarte (en), David C. Driskell, Leonardo Drew (en), Melvin Edwards, Ricardo Francis (d), Charles Gaines (en), Ellen Gallagher, Herbert Gentry (en), Sam Gilliam (en), David Hammons, Jerry Harris (en), Barkley L. Hendricks (en), Joseph Holston (en), Richard Hunt, Martha Jackson Jarvis (en), M. Scott Johnson (d), Rashid Johnson, Joe Lewis (en), Glenn Ligon, Edward L. Loper Sr. (en), Alvin D. Loving (en), Kerry James Marshall, Eugene James Martin, Richard Mayhew (en), Sam Middleton (en), Howard McCalebb (en), Dindga McCannon, Charles McGill (en), Thaddeus Mosley (en), Sana Musasama (en), Senga Nengudi, Joe Overstreet, Howardena Pindell, Adrian Piper, Harriet Powers (en), Martin Puryear (en), Faith Ringgold, Gale Fulton Ross (en), Alison Saar, Betye Saar, John Solomon Sandridge (en), Raymond Saunders (en), John T. Scott (en), Joyce Scott (en), Gary Simmons (en), Lorna Simpson, Jeff Sonhouse (en), Renee Stout (en), Mickalene Thomas, Kara Walker, William Aiken Walker, Carrie Mae Weems, Stanley Whitney (de), Jack Whitten (en), Kehinde Wiley, William T. Williams (en), Fred Wilson (en), Richard Wyatt Jr. (en), Richard Yarde (en) et Purvis Young (en).

Œuvres depuis la fin du XXe siècle
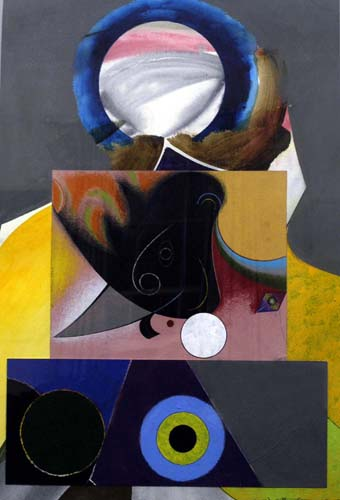
Eugene James Martin, Midnight Golfer, 1990.
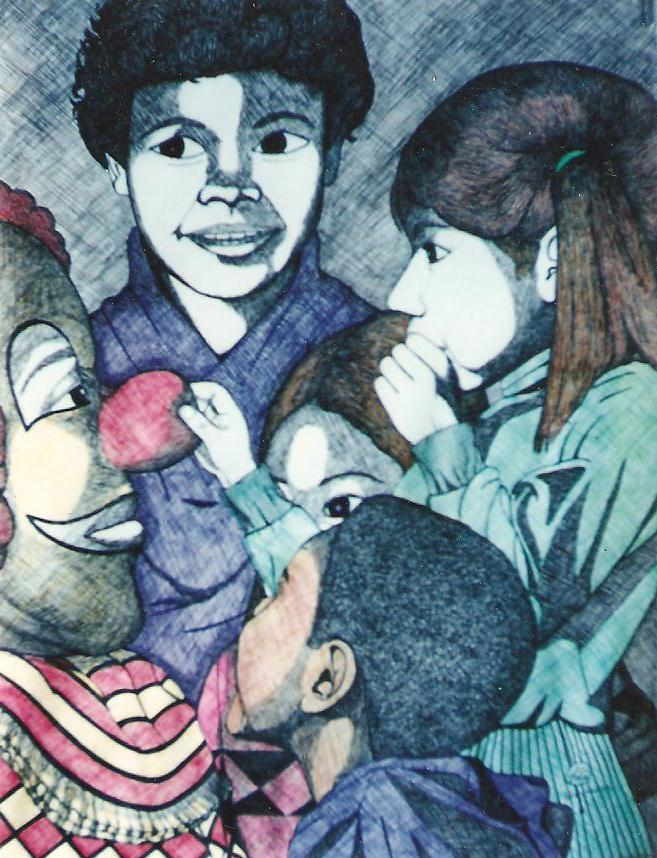
Larry D. Alexander (en), Send in the Clown, 2007.
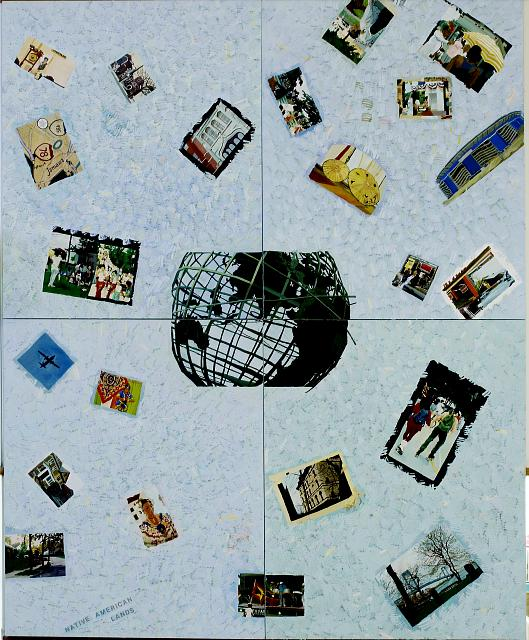
Howardena Pindell, Queens, Festival, 2007.

Artistes depuis la fin du XXe siècle
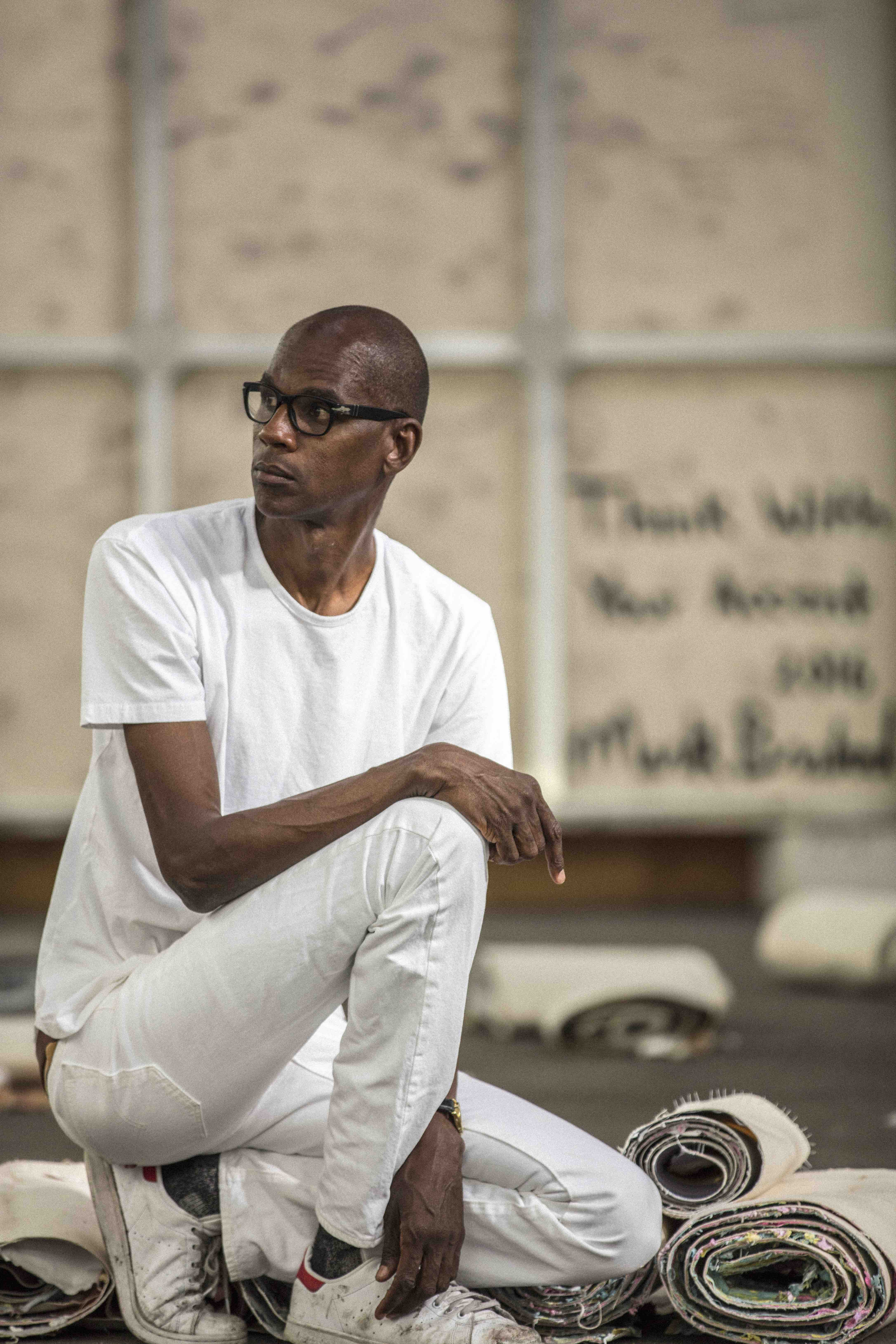
Le peintre et collagiste Mark Bradford en 2016.
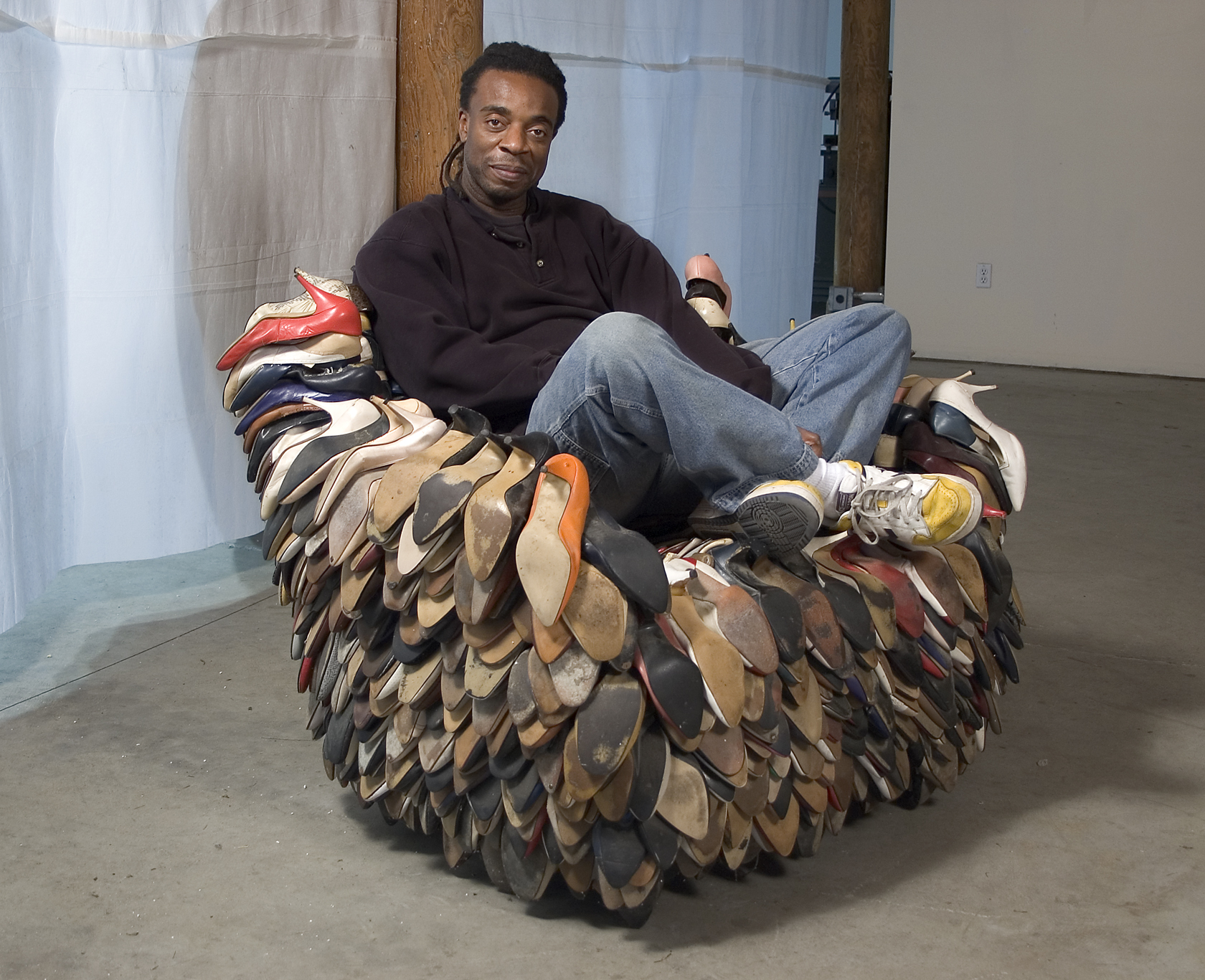
Le sculpteur, imprimeur et artiste visuel Willie Cole (en) en 2004.
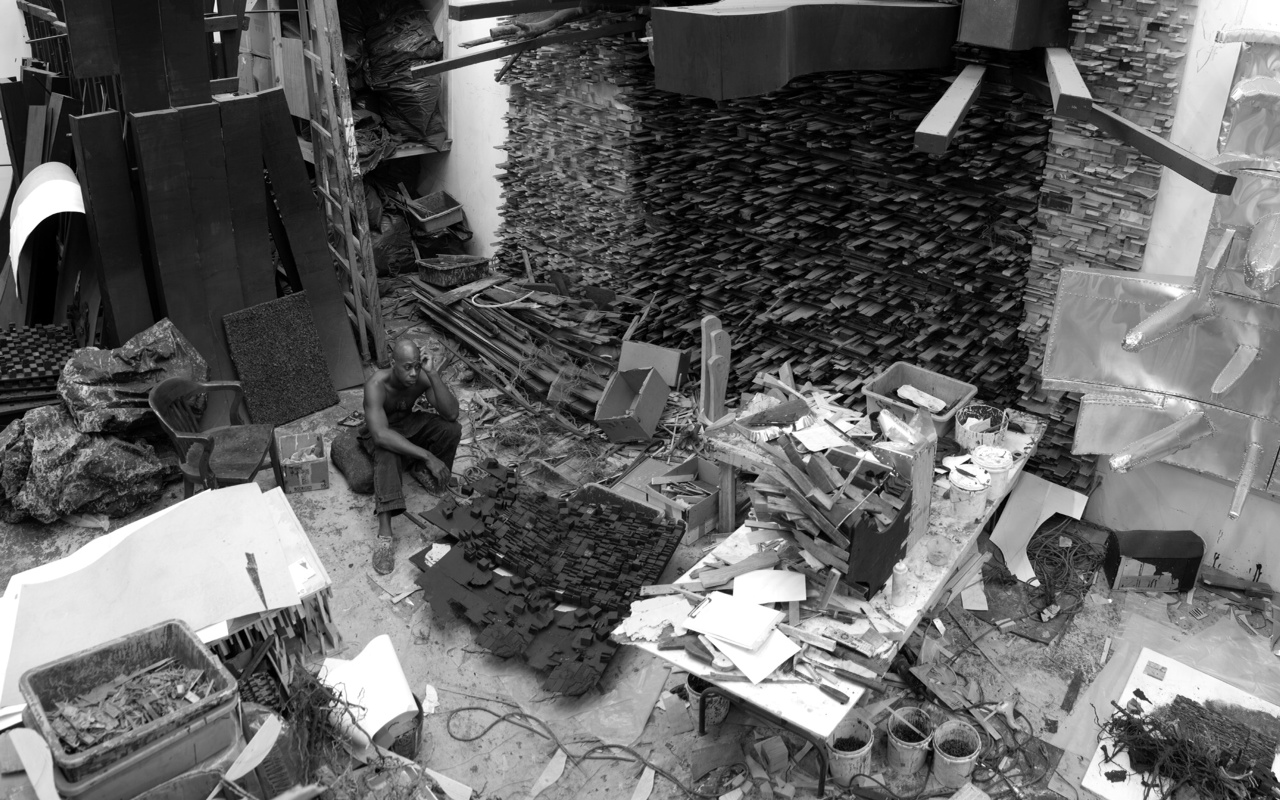
L'artiste Leonardo Drew (en) dans l'atelier de Brooklyn en 2012.
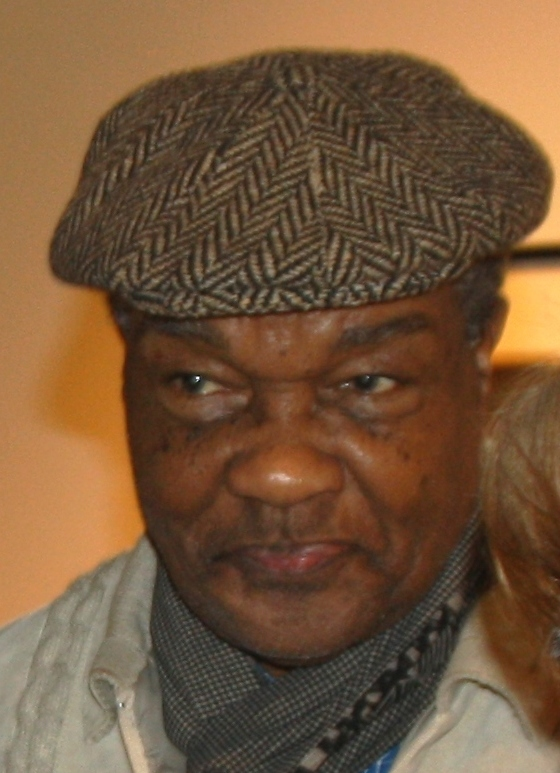
L'artiste, chercheur et conservateur David C. Driskell en 2016.
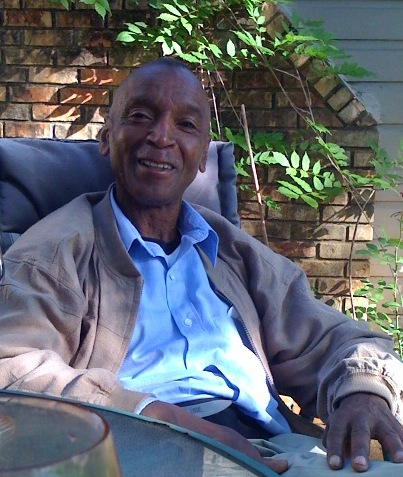
Le sculpteur et collagiste Jerry Harris (en) en 2008.
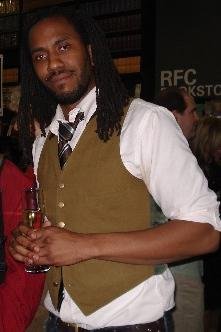
L'rtiste post-black conceptuel Rashid Johnson en 2008.
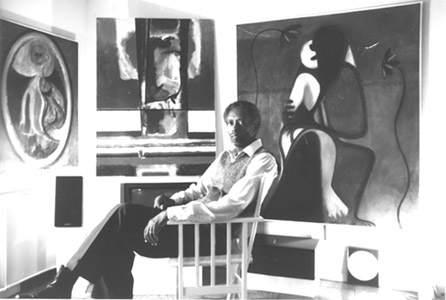
Le peintre, collagiste et dessinateur Eugene James Martin en 1990.
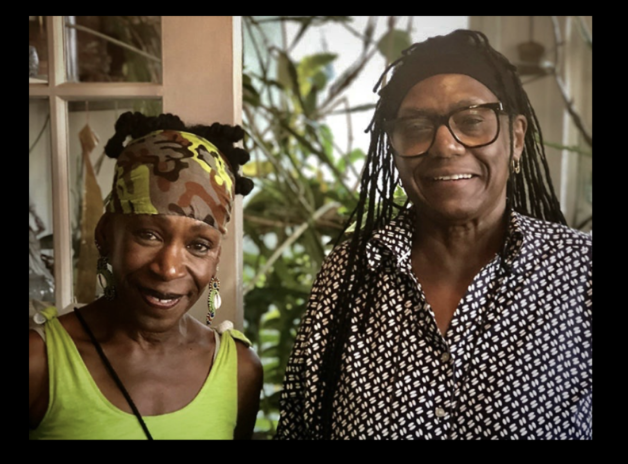
Les artistes Sana Musasama (en) et Janet Henry (en) en 2019.
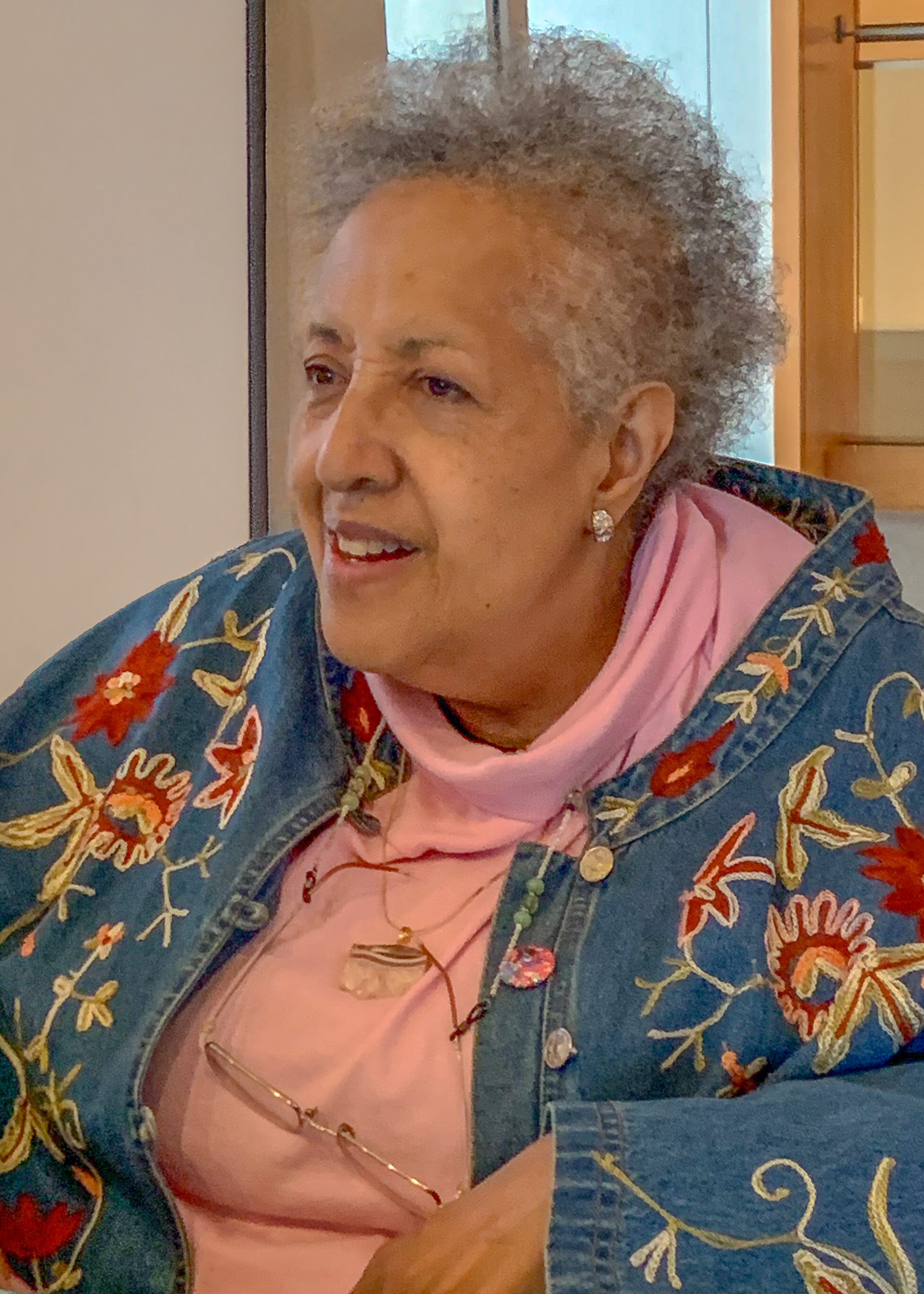
La peintre et artiste multimédia Howardena Pindell en 2019.
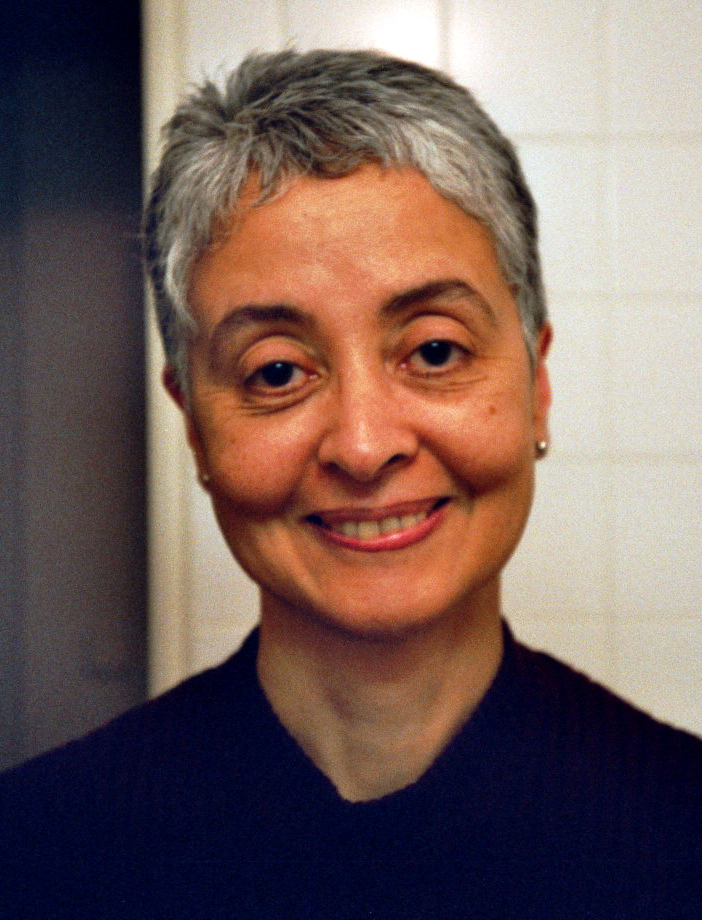
L'artiste conceptuelle Adrian Piper en 2005.
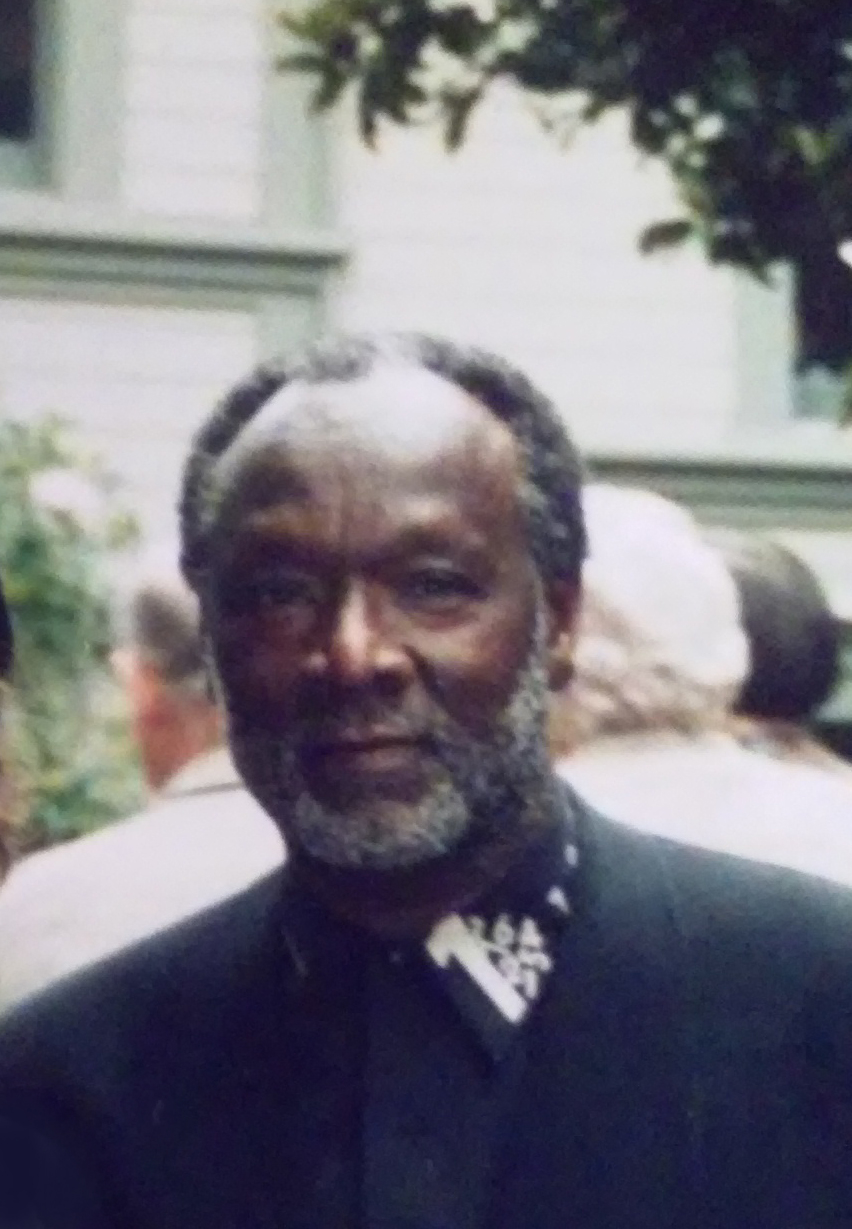
L'artiste multimédia Raymond Saunders (en) en 1995.
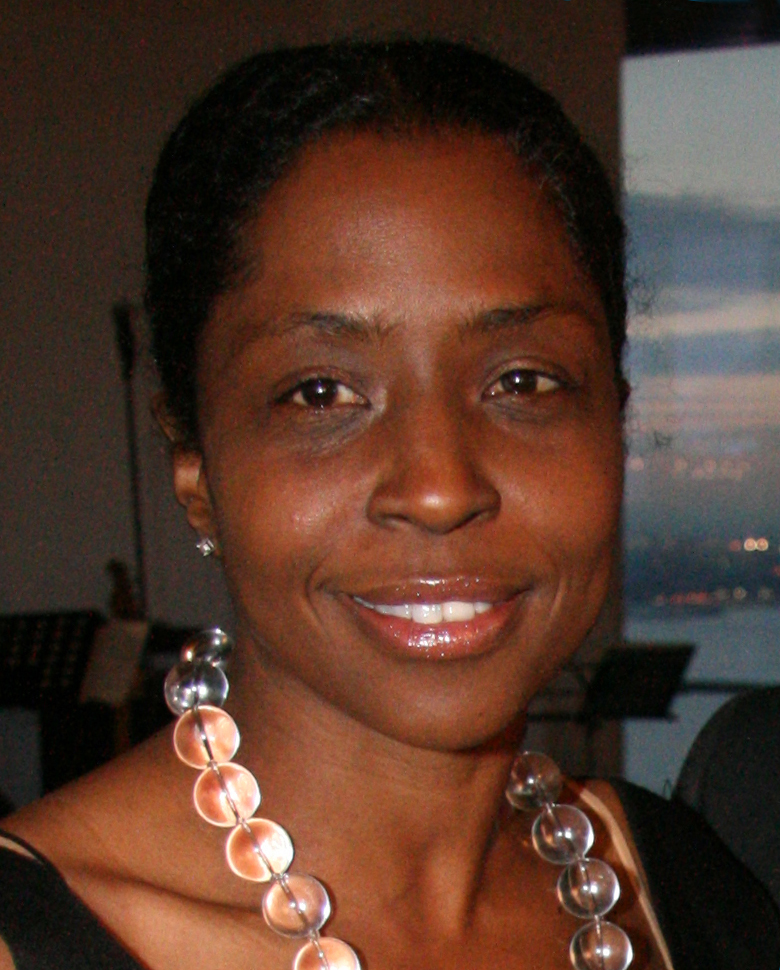
La photographe et artiste multimédia Lorna Simpson en 2009.

## Exemples d'artistes afro-américains
Connu autrefois comme la « sculptrice des horreurs », Meta Vaux Warrick Fuller privilégie un mélange de réalisme conceptuel et de symbolisme, et s'inspire des histoires de fantômes. Guidée par Henry Ossawa Tanner, critiquée par Auguste Rodin et exposée au Salon de 1903,, elle a reconnu que la poursuite de sa carrière dépendait de sa capacité à « répondre aux demandes d'œuvres basées sur la race émanant d'érudits, d'activistes et de sommités noirs qui contrôlaient la filière des commandes ». En acceptant cette réalité, W. E. B. Du Bois est devenu l'un de ses mécènes, et elle est devenue la première femme afro-américaine à recevoir une commission fédérale — pour des dioramas sur le thème du progrès pour le tricentenaire de Jamestown — et, plus tard, pour la célébration du cinquantième anniversaire de la Proclamation d'émancipation, mais tout cela n'a pas été sans un certain coût,,.
Un autre extrême est illustré par un artiste comme Emory Douglas, l'ancien ministre de la culture du Black Panther Party, dont l'art était consciemment radical et est devenu depuis une icône. « [C]rédité avec la popularisation du terme « pigs » pour désigner les officiers de police corrompus », son imagerie la plus connue était souvent une critique sévère de la structure de pouvoir existante, ouvertement violente et, comme toute iconographie politique, destinée à persuader,.
La sculptrice Edmonia Lewis, en revanche, a financé son premier voyage en Europe en 1865 en vendant des sculptures de l'abolitionniste John Brown et de Robert Gould Shaw, le colonel de l'Union qui a dirigé le 54e régiment d'infanterie du Massachusetts, composé de Noirs enrôlés, pendant la Guerre de Sécession. Plus tard, elle intégrera les questions raciales de manière plus subtile, en utilisant des thèmes modernes et des symboles anciens dans la sculpture néo-classique à des fins suggestives. En réponse à un buste que Lewis avait fait d'elle, sa mécène Anna Cabot Quincy Waterston a écrit, admirative à son sujet : « Il est approprié qu'une fille de la race / Dont les chaînes se brisent reçoive un cadeau / Si rare que le génie. »
Petite-fille d'esclaves, la graveuse et sculptrice Elizabeth Catlett était également une militante. Bien que certaines de ses œuvres comportent des symboles de confrontation du mouvement Black Power, elle est surtout connue pour ses représentations de héros afro-américains : Martin Luther King, Malcolm X, Harriet Tubman, ainsi que de fortes femmes maternelles,,. L'œuvre de la sculptrice Augusta Savage était tout aussi édifiante. Dans le cadre d'une importante commande pour l'Exposition universelle de New York 1939-1940, Lift Every Voice and Sing, souvent décrit comme l'hymne national des Noirs, a inspiré une œuvre intitulée Lift Every Voice and Sing (en), également connue sous le nom de The Harp car les chanteurs noirs étaient représentés comme les cordes de l'instrument.
Richard Hunt est un sculpteur né dans le South Side de Chicago en 1935. Un thème récurrent de son œuvre est l'intégration et l'expression de l'histoire et de la culture afro-américaines, malgré l'accent mis sur sa propre liberté en tant qu'artiste de travailler dans un mode abstrait ou un mode référentiel ou suggestif de ses sujets. Descendant d'esclaves amenés dans ce pays par le port de Savannah, Richard Hunt a apporté la plus grande contribution à l'art public aux États-Unis ; plus de 160 commandes de sculptures publiques ornent des lieux importants dans 22 États. À 19 ans, Richard Hunt a appris tout seul à souder. Deux ans plus tard seulement, il a obtenu une reconnaissance nationale lorsque le Museum of Modern Art a acquis sa sculpture Arachne. Une autre sculpture de Richard Hunt, Hero Construction, est maintenant la pièce maîtresse de l'Art Institute of Chicago. Richard Hunt a organisé plus de 100 expositions personnelles et est représenté dans plus de 100 musées publics.
La peintre Faith Ringgold, connue pour son art politisé, a été décrite comme ayant un « magnifique coup de poing ». Sa série The American People Series #20: Die, qui dépeint un affrontement sanglant entre des figures cubistes noires et blanches, a été accrochée en face des Demoiselles d'Avignon de Pablo Picasso dans le MoMA nouvellement rénové en 2019, pour mieux engager une conversation entre la « force sauvage » de leurs compositions respectives,,. L'artiste conceptuel Fred Wilson (en) se concentre sur d'autres types de composition, « juxtaposant des objets tout à fait anormaux, tels qu'une statue d'esclave et un service de porcelaine fine ». Bénéficiant de la bourse MacArthur en 1999, son travail encourage « le déballage et le bouleversement des hypothèses sur la race et l'histoire de chacun »,.
Des artistes narratifs comme Jacob Lawrence utilisent la peinture d'histoire pour raconter une histoire en images, comme le montre sa propre série Migration Series (en). Cette épopée de 60 panneaux dépeint la relocalisation d'un million d'Afro-Américains vers le Nord industrialisé après la seconde Guerre mondiale,. Comme dans les cas de Kehinde Wiley et d'Amy Sherald, la peinture d'histoire peut également impliquer le portrait ; dans ce cas, les portraits officiels de Barack et Michelle Obama, respectivement.
Des artistes comme Horace Pippin et Romare Bearden ont choisi des sujets plus ordinaires, s'appuyant sur la vie contemporaine pour inspirer une imagerie non controversée. L'influent Henry Tanner l'a aussi fait, dans des tableaux comme The Banjo Lesson et The Thankful Poor, bien que ces tableaux — comme nombre de ses paysages et scènes bibliques — semblent souvent éclairés de l'intérieur. Premier Afro-Américain à s'inscrire à la prestigieuse Pennsylvania Academy of the Fine Arts en 1880, Tanner a étudié avec le peintre réaliste Thomas Eakins. Il est ensuite devenu le premier artiste afro-américain à obtenir une renommée internationale. Il a été élu à l'Académie américaine des beaux-arts en 1910 et désigné chevalier honoraire de l'ordre de la Légion d'honneur en 1923.

## Collections conservant des œuvres d'art afro-américain
De nombreux musées américains détiennent des œuvres d'artistes afro-américains, notamment le Smithsonian American Art Museum. Les collèges et universités possédant d'importantes collections comprennent l'université Fisk, le Spelman College (en) et l'université Howard. Parmi les autres collections importantes d'art afro-américain figurent la Walter O. Evans Collection of African American Art, la collection Paul R. Jones de l'université du Delaware et de l'université de l'Alabama, la David C. Driskell Art collection, la Harmon and Harriet Kelley Collection of African American Art, le Schomburg Center for Research in Black Culture, le Studio Museum in Harlem et la collection Mott-Warsh.